# Chișinău
Chișinău este capitala, cel mai mare oraș și centrul administrativ, teritorial, economic, științific și cultural al Republicii Moldova. Orașul este așezat la o margine a pantei de sud-est a Podișului Central al Moldovei, în zona de silvostepă, fiind străbătut de râul Bâc, un afluent de dreapta al Nistrului. 
La 1 ianuarie 1984, aici locuiau circa 604.500 persoane, conform recensământului din 1989 – 661.400, în 1996 – 662.000 persoane.  În prezent, Chișinăul găzduiește peste 719.700 de locuitori (estimare).
Chișinăul este legat prin căi ferate și drumuri cu toate municipiile, orașele și centrele raionale și multe sate din republică, de asemenea cu centre urbane din România, Ucraina, Bulgaria, Turcia, Belarus, Rusia și alte state. Din punct de vedere administrativ, este divizat în cinci sectoare: Centru, Botanica, Buiucani, Rîșcani și Ciocana, și mai multe cartiere. 
Organul local al puterii de stat este Primăria municipiului (Consiliul municipal).
Chișinăul este al doilea pe lista orașelor cele mai mari vorbitoare de Limba Română și este supranumit „Orașul din piatră albă”. Respectivul supranume provine din abundența clădirilor deschise la culoare, fiind construite din piatra albă de calcar. Printre altele, primul vers din forma actuală a imnului orașului Chișinău, intitulat Orașul meu (muzică: Eugen Doga, versuri: Gheorghe Vodă), este: Orașul meu din albe flori de piatră. Forma anterioară a primului vers din imn era: Orașul meu cu umeri albi de piatră.

## Etimologie
Există mai multe ipoteze despre etimologia numelui. Una din ele, emisă de Iorgu Iordan, este că numele orașului ar veni din limba maghiară Kis + Jenő („micul Eugen” sau „mica latură”) pronunțat Chișienău, trăgându-se de la ostașii secui pe care voievozii Moldovei îi stabiliseră aici în drumul tătarilor, care stăpâniseră ținutul între 1224 și 1359 d.Hr.. Această ipoteză a fost susținută și de cercetătorii Ștefan Ciobanu, A. V. Sava, Al. Boldur, Al. Graur, Anatol Eremia și alții. A. Boldur a emis ipoteza că numele vine din limba cumană: „kesene” și „aul”, în care primul cuvânt înseamnă schit sau mănăstire iar al doilea, cătun sau seliște. O altă ipoteză, emisă de cercetătorii sovietici și adoptată de autoritatea sovietică, a fost aceea că numele orașului ar veni din suprapunerea cuvântului românesc Nouă peste cuvântul tătar Kâșla (iernut): Chișinăul ar fi așadar o Câșla-Nouă. Această ipoteză ignoră existența toponimiei cu prefixul Chiș- în zone nelocuite de tătari, precum Chișineu-Criș, Chișcău și altele.
Din alt punct de vedere, pentru Chișinău s-a propus un etimon credibil, și anume, apelativul românesc, astăzi ieșit din uz, chișnău / chișinău - „izvor”, înrudit cu chișnă / chișină - „sursă de apă”, acestea fiind considerate reflecții ale latinescului *pissiare - „a țâșni”, „a izvorî”.

## Istorie

### Târgul moldovenesc

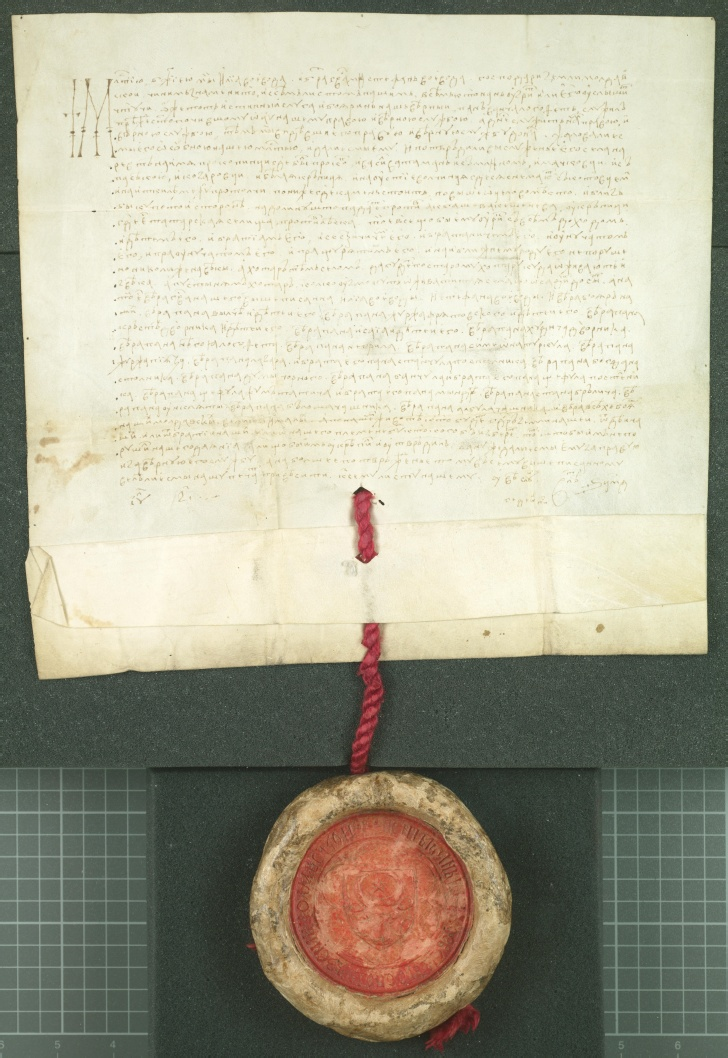
Hrisovul din 1436 care atestă pentru prima dată Chișinăul

Prima mențiune a Chișinăului datează din anul 1436 d.Hr.:
„Din mila lui Dumnezeu, noi, Ilie voievod, și fratele domniei mele, Ștefan voievod, domnii Țării Moldovei. Facem cunoscut, cu această carte a noastră, tuturor celor care o vor vedea sau o vor auzi citindu-se, că această adevărată slugă și boier al nostru credincios, pan Oancea logofăt, a slujit mai înainte sfântrăposatului părintelui nostru cu dreaptă și credincioasă slujbă, iar astăzi ne slujește nouă cu dreaptă și credincioasă slujbă. De aceea, noi, văzând dreapta și credincioasa lui slujbă către noi, l-am miluit cu deosebita noastră milă și i-am dat și i-am întărit vislujenia lui, satele pe Răut, anume: Procopinți, unde au fost Procop și Vasile vătămani, cu moară, și Macicăuți, cu prisacă, și Cozarăuți, și Fântâna Albă, și, la gura Volcinețului, unde se unește cu Cotovțea, și, la Itchil, între Crotolci, mai jos de unde stă Piatră, mai sus de locul lui Oțel, și lângă Bâc, de cealaltă parte, pe valea ce cade în dreptul Cheșenăului lui Acbaș, la Fântână, unde este seliștea Tătărească, în dreptul păduricii. Toate acestea să-i fie uric, cu tot venitul, și copiilor lui, și fraților lui, și nepoților lui de soră, și nepoților lui de frate, și nepoților lui de fiu, și strănepoților lui, și răstrănepoților lui și celui mai apropiat neam al lui, neclintit niciodată, în veci.

...

Iar pentru mai mare întărire a tuturor celor mai sus-scrise, am poruncit să atârne pecetea noastră la această carte a noastră.

La Vaslui, în anul 6944 <1436> iulie 17.

Ghedeon a scris.”
În timpul domniei lui Alexandru cel Bun, documentele atestă existența unui sat pe malul drept al Bâcului care avea hotar comun cu moșia Chișinăului. În alte documente de mai târziu găsim și denumirea acestui sat: Visterniceni.
Mențiunile ulterioare descriu un târg rural din ținutul Lăpușnei, și, în a doua jumătate a secolului al XVIII-lea, din ținutul Orhei-Lăpușna. Transformarea Chișinăului într-un târg a avut loc într-a doua treime a secolului al XVII-lea, când în Bugeac au venit noi grupuri agresive de tătari. Datorită lor a decăzut drumul comercial din valea Botnei de la Iași la Cetatea Albă, precum și târgul Lăpușna. Negustorii au început să călătorească pe valea Bâcului, mai sigură. Conducerea ținutului Lăpușna și mulți meșteșugari s-au mutat și ei cu timpul la Chișinău. Târgul avea o hală de piatră și se întindea în jurul bisericilor Nașterea Fecioarei (Măzărache) și „Sfinții împărați Constantin și Elena” (Râșcani). 
În 1772 unul din reprezentanții familiei Râșcanu și anume spătarul Constantin Râșcanu a devenit posesorul părții de sud-est a moșiei Visterniceni. Constantin Râșcanu este ctitorul Bisericii Sfinților Împărați Constantin și Elena pe pereții căreia în rând cu alte inscripții se poate citi: „ ... această Sfântă biserică a fost înălțată din temelii pe mijloacele robului lui Dumnezeu Constantin Râșcanu mare spătar, în anul 1777".
Până în 1812 târgul moldovenesc se ridica pe malul Bâcului, în jurul Pieței Vechi, numărând 7 parohii și aproximativ 5.000 de locuitori.

### Orașul țarist
Dezvoltarea târgului ca oraș începe odată cu stăpânirea rusească (1812) care alege Chișinăul, rebotezat Кишинёв (Kișiniov), drept capitală a noii gubernii botezată cu acest prilej Basarabia, după numele purtat până atunci de ținutul moldovenesc anexat de turci între 1484 și 1538 și denumit de ei Bucak (Bugeac).
În 1834 începe construirea orașului rusesc, cu străzile care se întretaie în unghiuri drepte, deasupra târgului moldovenesc de pe malul Bâcului. Unul dintre cei mai de seamă arhitecți ai orașului din a doua jumătate a secolului al XIX-lea a fost Alexandru Bernardazzi. În cadrul dezvoltării economice din secolul XIX, Basarabia este menită să producă îndeosebi cereale, exportate pe calea ferată (terminată în 1871) spre portul Odesa. Numeroși ruși, ucraineni, germani și evrei se stabilesc atunci în provincie, cu precădere la orașe. Spre 1898, românii nu reprezentau decât 14% din populația orașului.

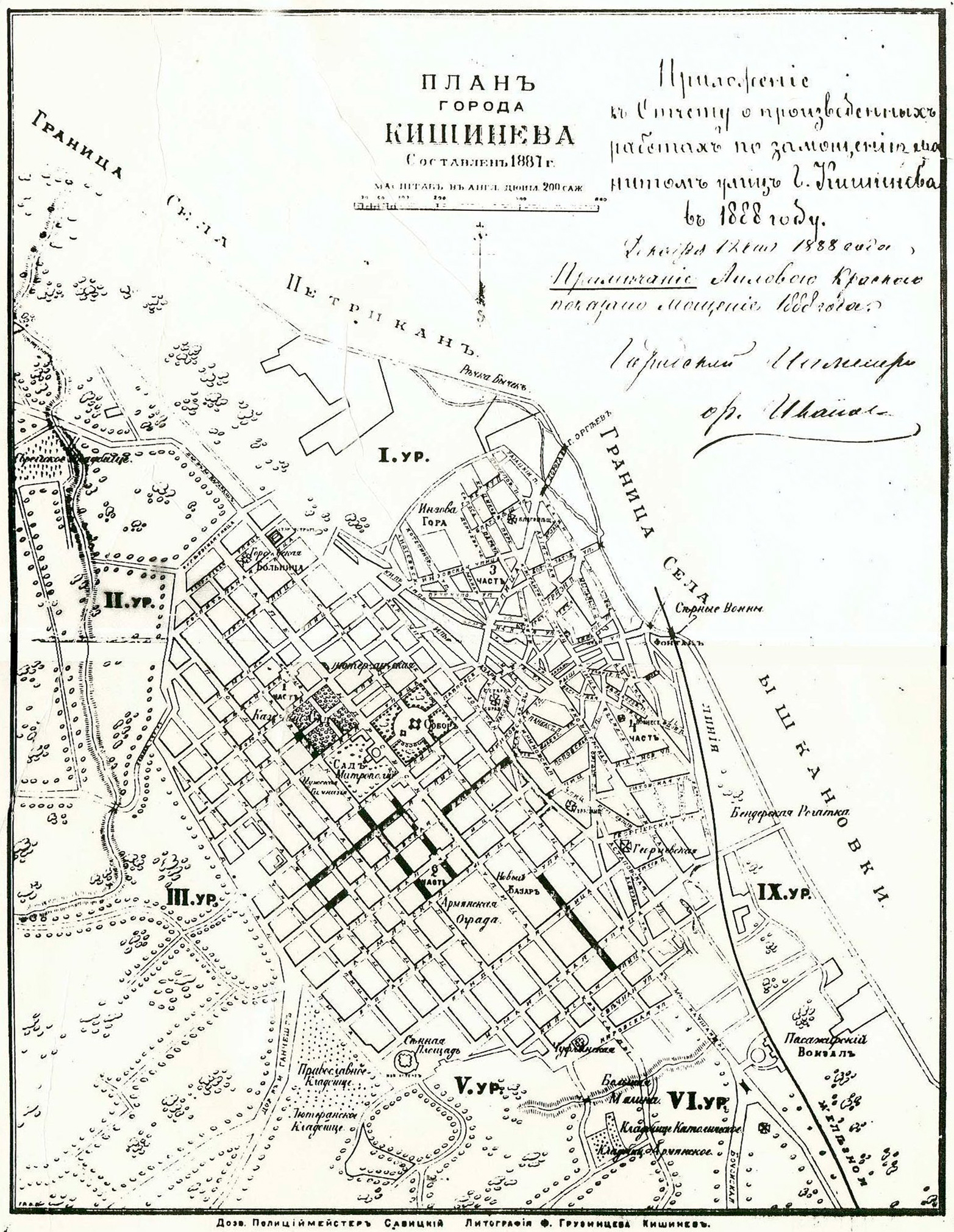
Harta reședinței de gubernie, la 1887
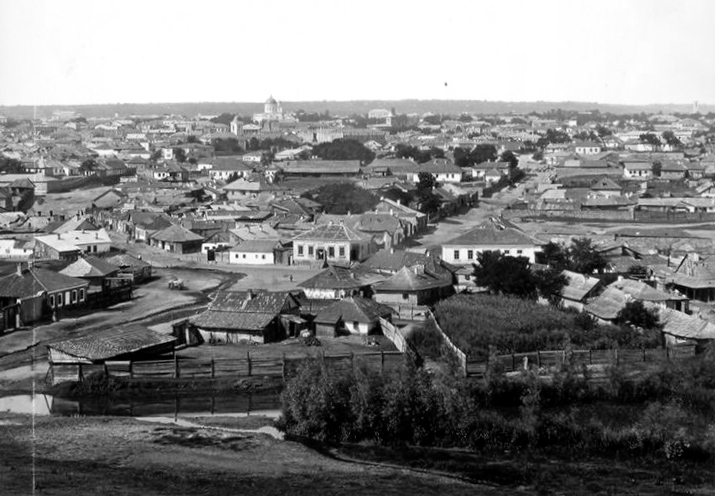
Panorama orașului la 1889, centrul istoric din Chișinău
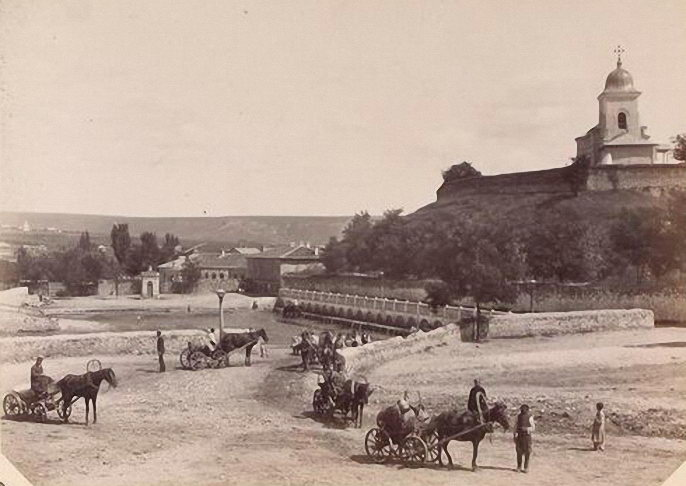
Biserica Măzărache, cea mai veche clădire din Chișinău. Imagine de la sfârșitul sec. al XIX-lea
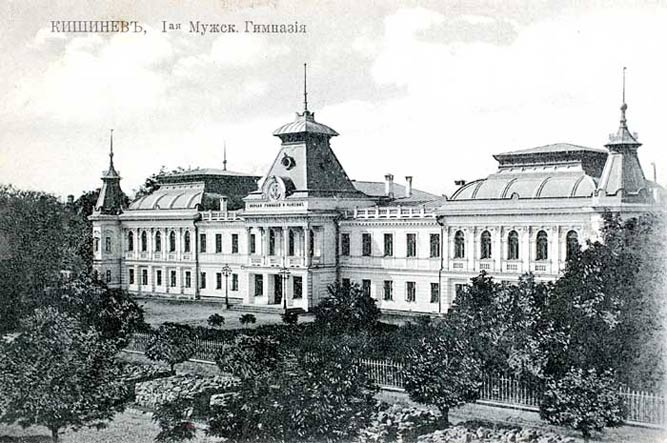
Gimnaziul bărbătesc din Chișinău, începutul secolului al XX-lea
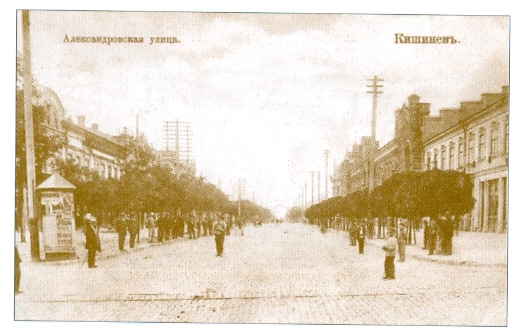
Strada Aleksandrovskaia (actualmente Bd. Ștefan cel Mare) la răscrucea sec. XIX și XX

### Pogromuri contra evreilor
În aprilie 1903 a avut loc o dezlănțuire de acte huliganice și crime ale căror victime au fost minoritarii evrei. Atrocitățile antievreiești din zilele de 6-7 aprilie 1903 săvârșite de persoane declasate din Imperiul Rus, susținute de Ohrana (poliția secretă) țaristă și soldate cu peste  50 de evrei uciși, 600 răniți (dintre care 92 răniți grav) și zeci de case și magazine jefuite și devastate, au intrat în istorie sub numele de Pogromul de la Chișinău (1903). 
Doi ani mai târziu s-a declanșat Pogromul de la Chișinău din 1905, cu mai puține victime. Evenimentele anilor 1903-1905 au determinat o mare parte din comunitatea evreiască din Moldova să se refugieze.

### Perioada interbelică

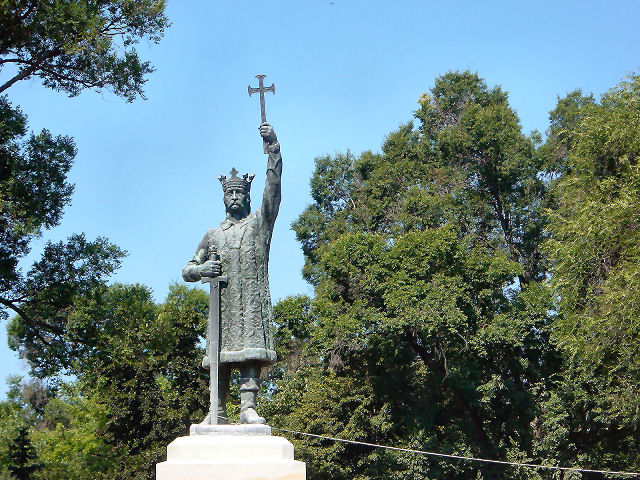
Statuia lui Ștefan cel Mare și Sfânt

În 1918, după ce Sfatul Țării a votat unirea cu România, Chișinăul a devenit municipiul de reședință al județului Lăpușna. La recensământul din 1930 au fost înregistrați 114.896 locuitori, dintre care 48.456 români, 41.065 evrei, 19.631 ruși, 1.436 poloni etc. Chișinăul a primit statut de municipiu și a devenit al doilea oraș ca mărime din România, după municipiul București.
Gara feroviară Chișinău a fost una dintre cele mai importante din România. Itinerarul principal l-a constituit linia București – Iași – Chișinău (Kiev, Moscova).
În 1927 s-a realizat prima rută aeriană pe distanța Chișinău-București. (Această rută a fost repetată simbolic în 1991 de către compania de turism a deputatului municipal Chișinău de atunci, Alexandru Savițki, în calitate de pasageri figurând o serie de persoane marcante ale municipiului, scriitori, jurnaliști etc.)
Astfel, în anii următori acelei rute aeriene din 1927, la Chișinău a fost construit aeroportul de pasageri. Pe aici trecea linia de navigație aeriană L.A.R.E.S. cu plecare și sosire pe aerodromul Chișinău. Itinerarii: București – Galați – Chișinău și Cernăuți – Iași – Chișinău – Cetatea Albă.
În perioada interbelică au fost deschise și au activat în municipiul Chișinău mai multe facultăți și școli superioare: Facultatea de Agronomie și Facultatea de Teologie (de pe lângă Universitatea din Iași), Conservatorul Național de Muzică și Artă Dramatică, 2 conservatorii particulare.
De asemenea, tot la Chișinău, activează 4 licee de băieți, 1 liceu militar, 3 licee de fete, 1 seminar teologic, 1 liceu comercial de băieți, 1 liceu industrial de fete, 1 scoală de menaj, 1 școală normală de băieți, 2 școli normale de fete, 1 școală de cântăreți, 2 gimnazii de băieți, 1 gimnaziu industrial de băieți, 3 gimnazii industriale de fete, 1 liceu particular de băieți, 3 licee particulare de fete și 1 gimnaziu particular de fete.

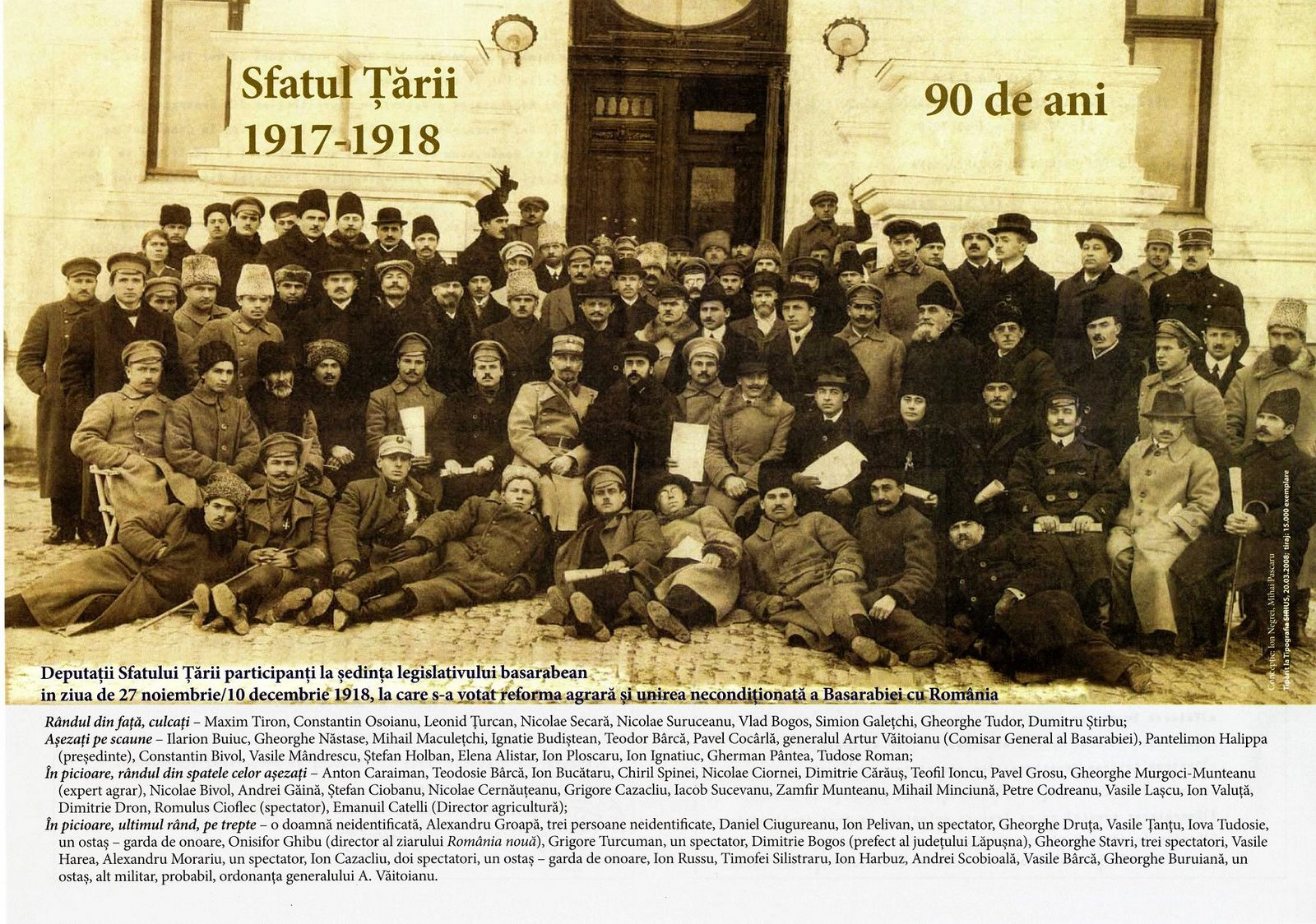
Membrii Sfațului Țării, 10 decembrie 1918
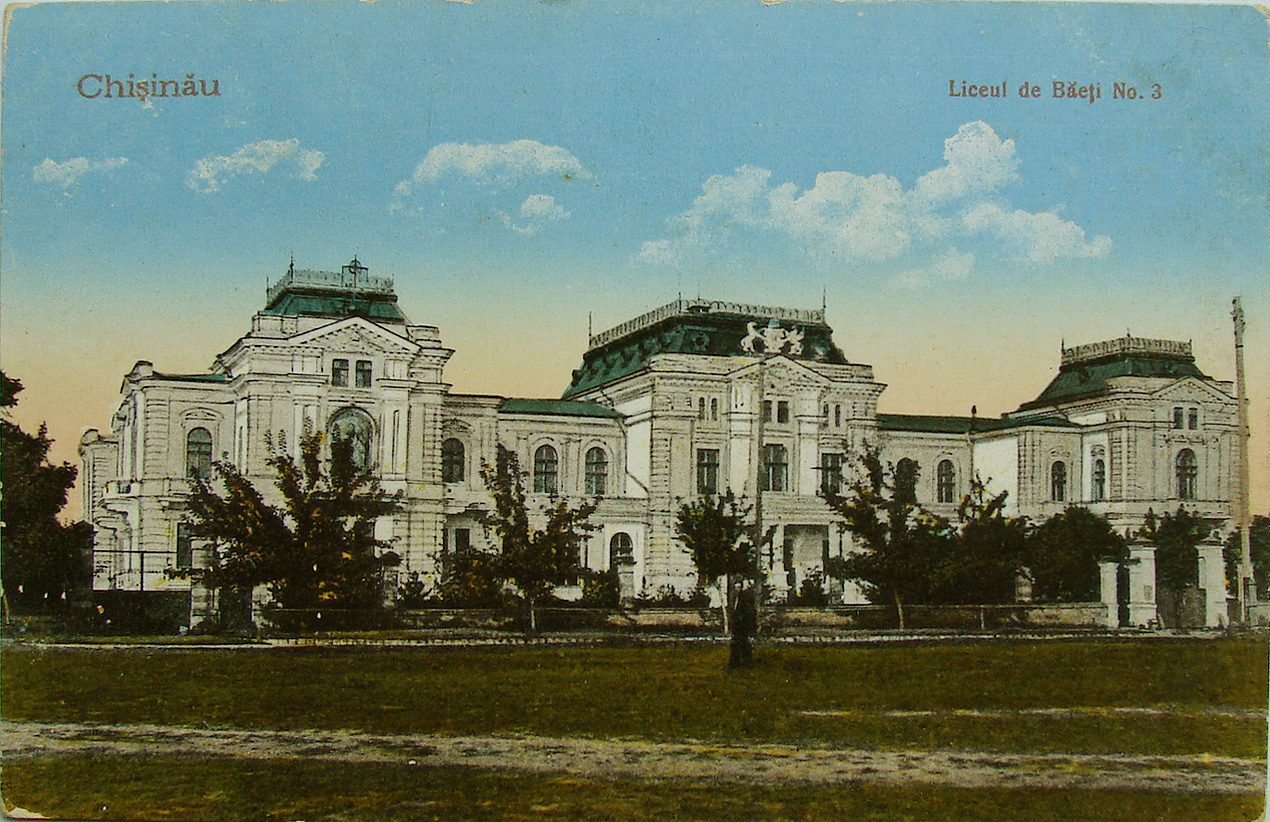
Sediul Sfatului Țării în anii '20
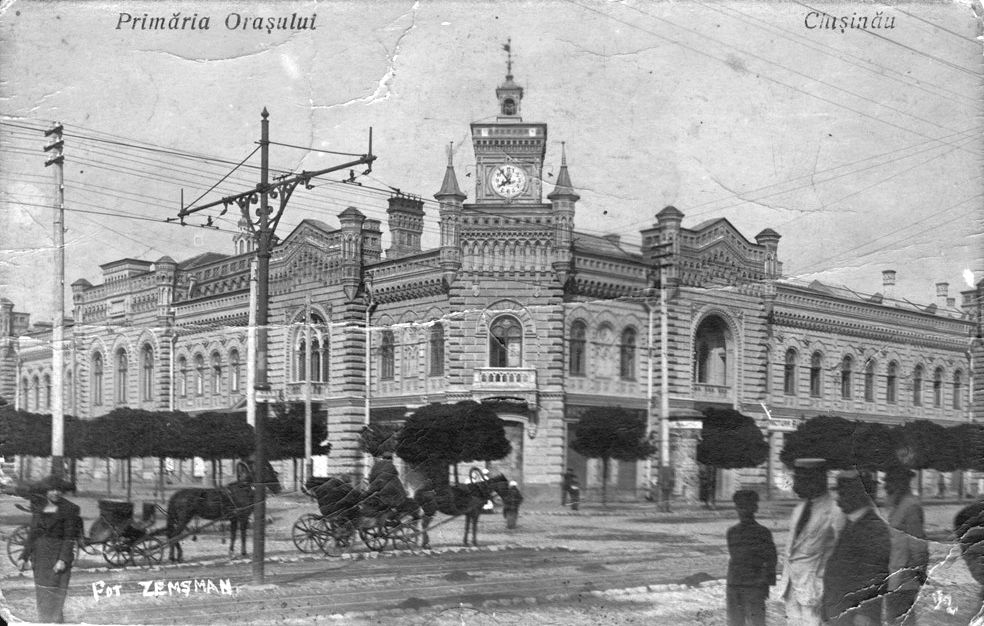
Primăria municipiului, 1930
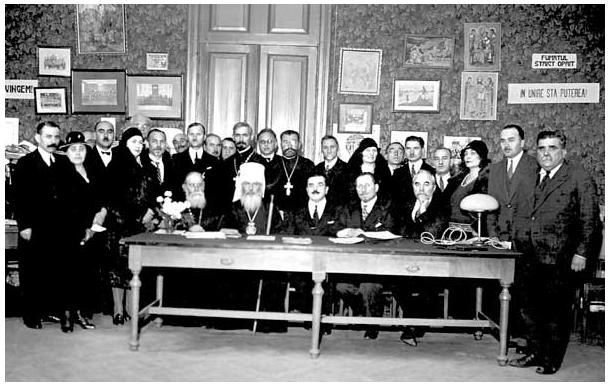
Celebrarea a 25 de ani de la lansarea revistei Viața Basarabiei (1932)
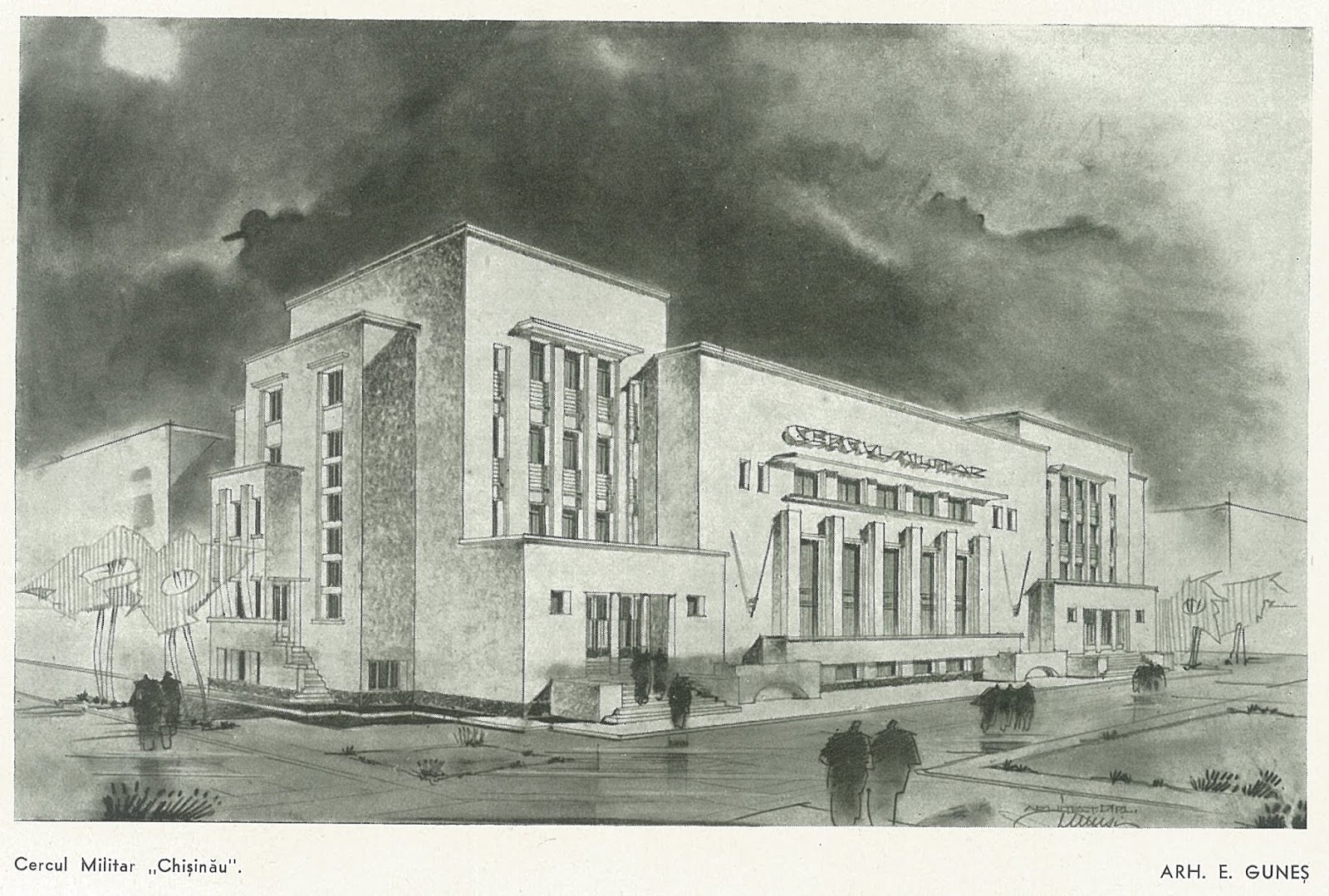
Cercul Militar Chișinău în 1939, edificiul s-a păstrat, dar cu un aspect modificat (în prezent sediul OTP Bank).

De asemenea, după 1918, Chișinăul a devenit un centru notabil de cultură românească. Iată instituțiile culturale ce activau la acea vreme: Casa Școalelor și a Culturii Poporului, care întreține în județ 179 de cămine culturale, 5 societăți muzicale și 15 biblioteci, adică în total 199 de organizații culturale dintre care 130 au personalitate juridică.
Alte instituții culturale în Chișinău: Universitatea Populară, Muzeul Național al Basarabiei, Muzeul istorico-arheologic bisericesc, Cercul Militar, Biblioteca Municipală (peste 100.000 de volume), Biblioteca Universității Populare, Biblioteca Centrală, Biblioteca Jokey Clubului, 8 biblioteci particulare, Teatrul Național, 4 cinematografe, 8 societăți sportive, 8 societăți de vânatoare, Clubul Regal de Automobile din Chișinău etc.
În 1927 au răsunat la Chișinău primele semnale și emisiuni ale postului de radio "Basarabia", în scurt timp în municipiu apărând încă trei stații de radio, incl. în limbile rusă și idiș, toate fiind reprimate însă după invazia sovietică din 1940.

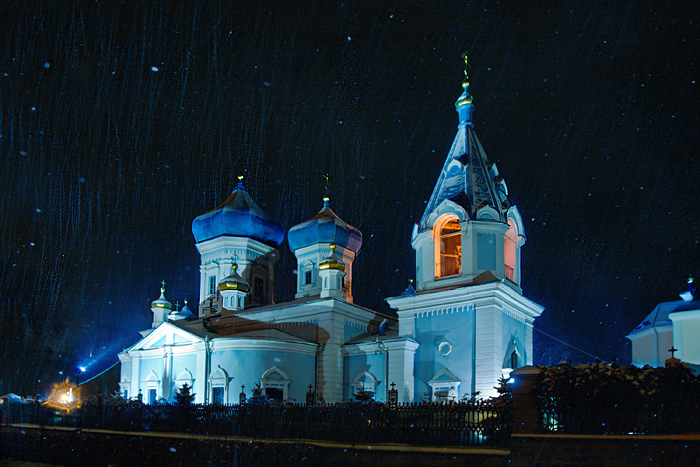
Mănăstirea Ciuflea, este un simbol al rezistenței prin credință. În epoca sovietică, o bună perioadă de timp (începutul anilor '60 - sfârșitul anilor '80 ai sec. al XX-lea) lăcașul a fost singura biserică ortodoxă din Chișinău unde s-au oficiat slujbele

Iată și organizarea de Sănătate a Chișinăului după 1918. Spitale de stat: Spitalul Central, Spitalul Regina Maria, Spitalul de contagiosi, Spitalul Militar, Spitalul Militar de ochi, Spitalul de ochi „D. Manoilescu”, Spitalul "Maternitatea", Maternitatea Municipiului și Ospiciul de alienați „Costiujeni”.
Spitale și sanatorii particulare (în Chișinău): Spitalul de orbi, Spitalul evreiesc, Spitalul de copii al Societății de Binefacere, Maternitatea „Dr. Kurtz”, Sanatoriul „Sănătatea”, Sanatoriul „Dr. Steinberg”, Sanatoriul „Dr. Tumarhin”, Sanatoriul „Solarium” (Dr. Sepf).
Odată revenit la sânul Patriei-Mamă, la Chișinău au fost schimbate denumirile de străzi. Astfel „Târși Prospekt” devine "Bd. Alexandru cel Bun" (azi, Ștefan cel Mare și Sfânt), fiind renominalizate și majoritatea celorlalte străzi. Acestea însă vor fi schimbate din nou de regimul sovietic ("Alexandru cel Bun" devenind "Stalin"), care reclădește orașul, acum capitală unională, în stilul blockhaus specific comunismului (vizibil, bunăoară, în palatul guvernului sau la Ciocana), dar construind și monumente de stil tradițional rusesc.

### Perioada sovietică
Sub regimul sovietic Chișinăul ajunge la 700.000 de locuitori (în majoritate sosiți din alte republici unionale) și devine un important centru administrativ și industrial.
Al doilea Război Mondial a distrus aproape 70% din fondul construit. Industria lipsea. În Chișinău după 1950 începe crearea și dezvoltarea de diverse industrii. Industria chimică, inginerie mecanică, inginerie de prelucrare a metalelor se dezvoltă rapid. Se construiesc „Elektrotopribor”, uzina „Electromașina”, Fabrica de Tractoare „Vierul”, „Vibropribor”, „Microconducta” și altele. RSSM produce mașini de spălat, aparate electrice, pompe ermetice. Dezvoltă și industria agroalimentară: fabrica de vinuri și coniac, fabrica de șampanie, moara de făină, fabrica de conserve și plante horticole. Au fost construite fabrica de tricotaj și încălțăminte. 
Arhitectul șef a orașului Chișinău, Alexei V. Șciusev, a reconstruit strada Alexandri și a elaborat un plan de dezvoltare a capitalei. Arhitectul S. Fridlin a proiectat Casa Parlamentului RSSM în 1964, arhitectul L.Ciuprina a construit terenul pentru autogară. Au fost construite zonele rezidențiale Botanica, Râșcani, Buiucani, mai târziu Sculeni, Ciocana Nouă. Acum în casele construite în perioada sovietică locuiesc circa 70% din populația urbană. Distribuția de clădiri în oraș în funcție de vârstă demonstrează că între 1960-1979 au fost construite 40.3% clădiri din fondul imobiliar al capitalei. Ponderea locuințelor cu anul de construcție 1951-1990 a constituit 74,3% din totalul locuințelor. 
În 1961 a fost fondată Academia de Științe, Institutul Moldovenesc de Horticultură, viticultură și vinificație din Moldova, Institutul de Cercetare de Pedologie și Agrochimie, Asociația științifică de producție Chișinău „Volna” și diverse alte instituții academice. În 1972 activau 6 universități - Universitatea de Stat Chișinău, Institutul de medicina universitatea pedagogică, Universitatea Politehnică, Institutul de Arte și Institutul de Agricultură. Funcționau 90 de școli, 15 școli medii de specialitate, 10 școli profesionale și colegii. S-au deschis Muzeul de Istorie, Muzeul de Artă, casa-muzeu a lui Alexandru Pușkin. Teatrul Republican „Luceafărul” ia naștere în 1960 la Chișinău. Au fost deschise Teatrul Dramatic rus "A.P. Cehov", Teatrul moldovenesc muzical–dramatic "A.S. Pușkin", Teatrul de Operă și Balet, Filarmonica Națională, Teatrul de Păpuși Republican „Licurici”, 9 cinematografe și altele.
În 1958 apare ziarul „Chișinăul de Seară” în limba rusă, iar în 1966 în limba română.
În 1971 au fost deschise 25 spitale, 54 clinici de ambulatoriu, 19 clinici consultative pentru femei, 76 puncte medicale la întreprinderile din sectorul industrial, 4 dispensare, ambulatoare și spitale pentru copii. Acestea reprezentau aproximativ 20 de paturi la 1.000 de locuitori.

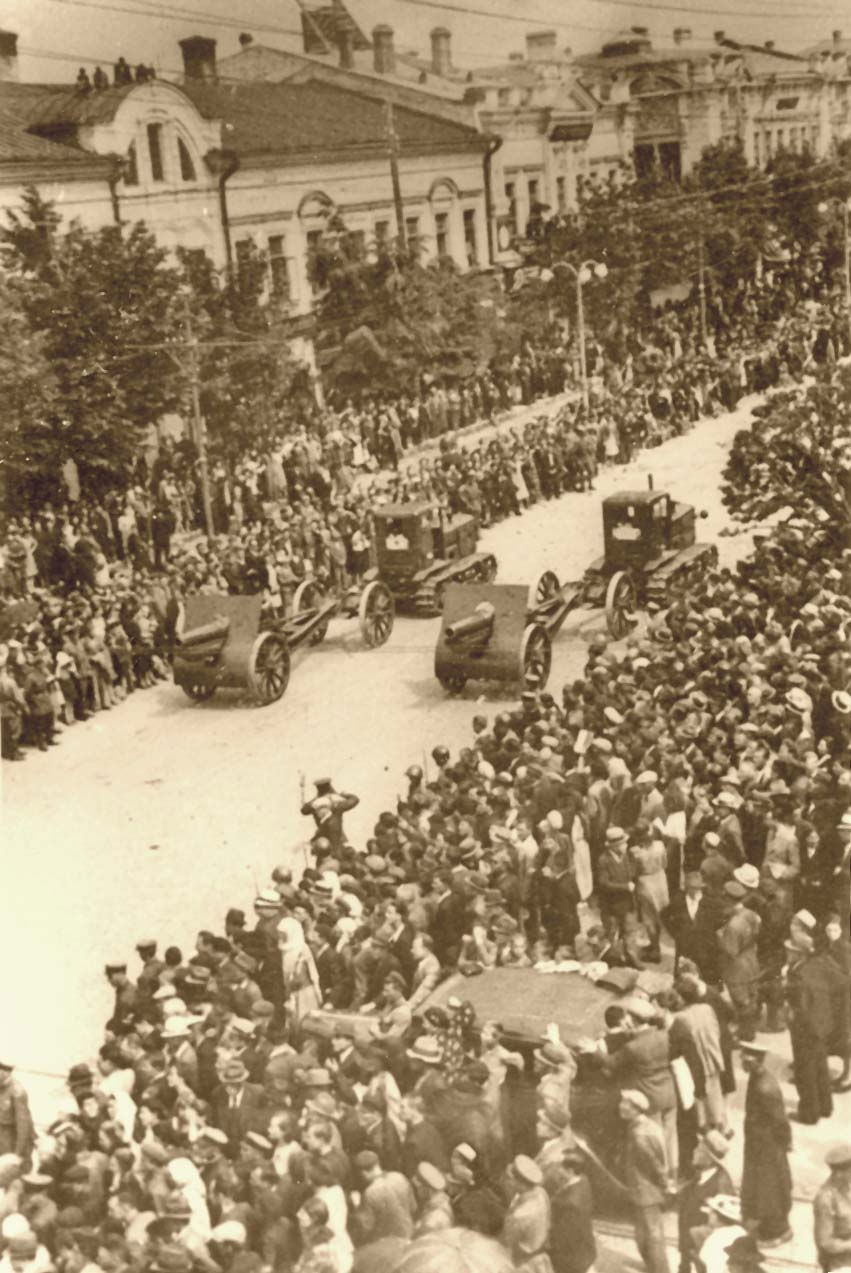
Paradă militară sovietică la Chișinău, 4 iulie 1940
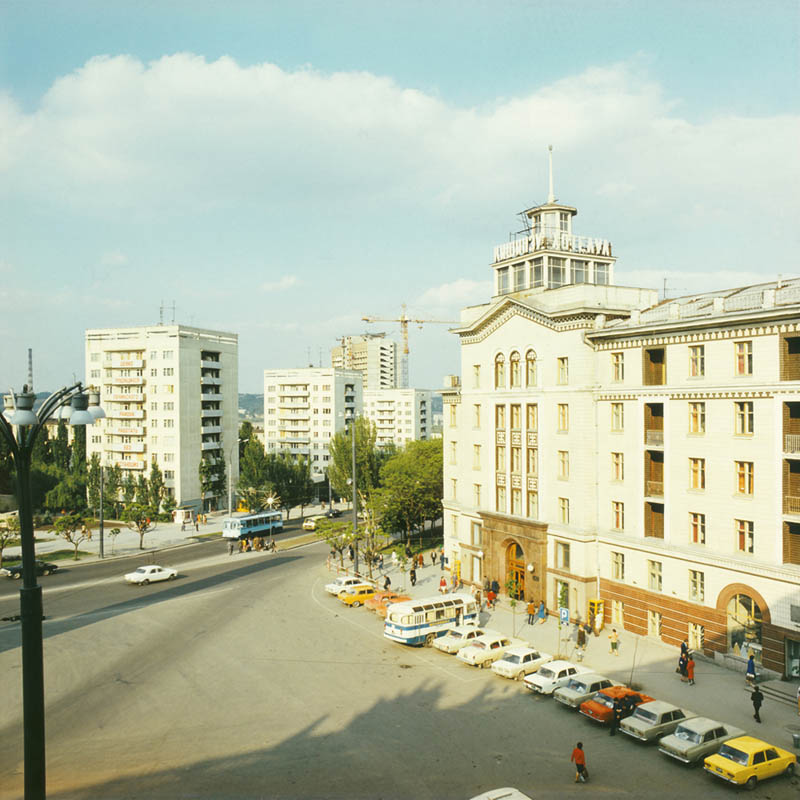
Piața „Grigori Kotovski” la mijlocul anilor 1980
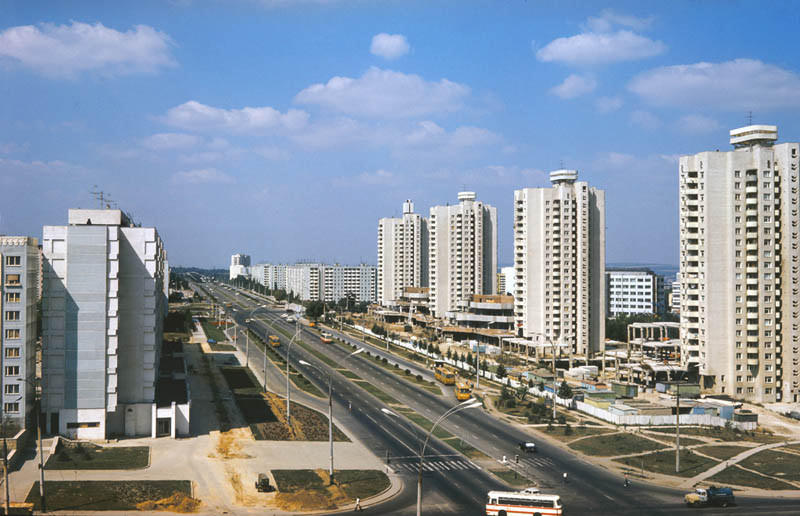
Prospectul Păcii (în prezent, bd. Dacia), 1980
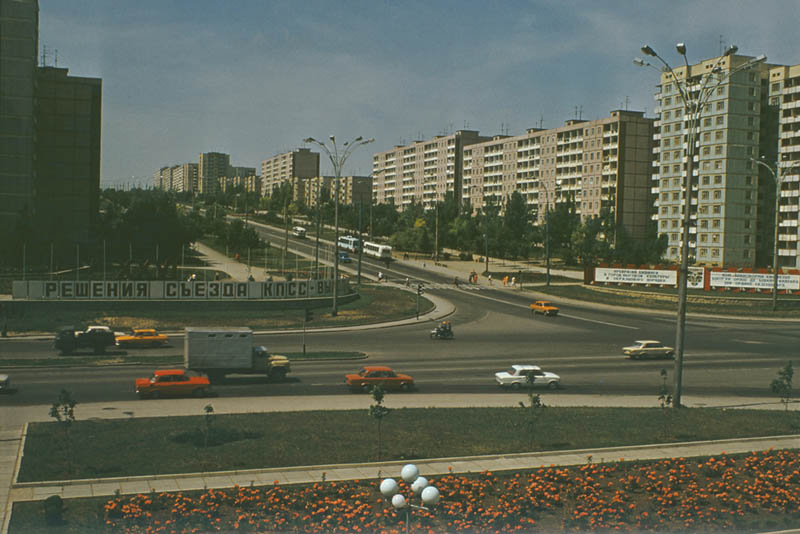
Una din arterele orașului în anii '80
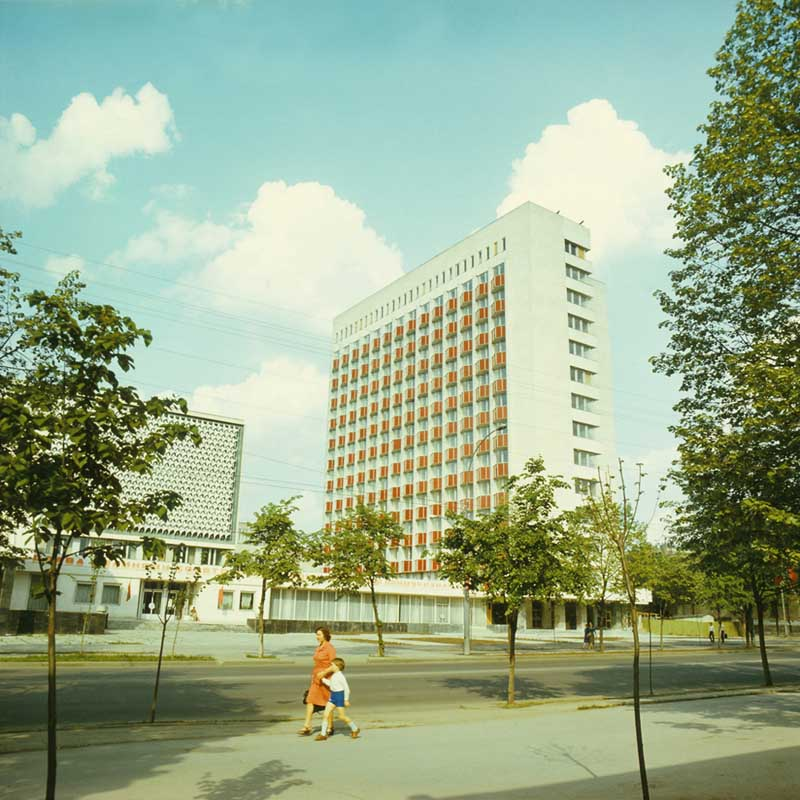
Prospectul Lenin (în prezent, bd. Ștefan cel Mare și Sfânt)

### După independență

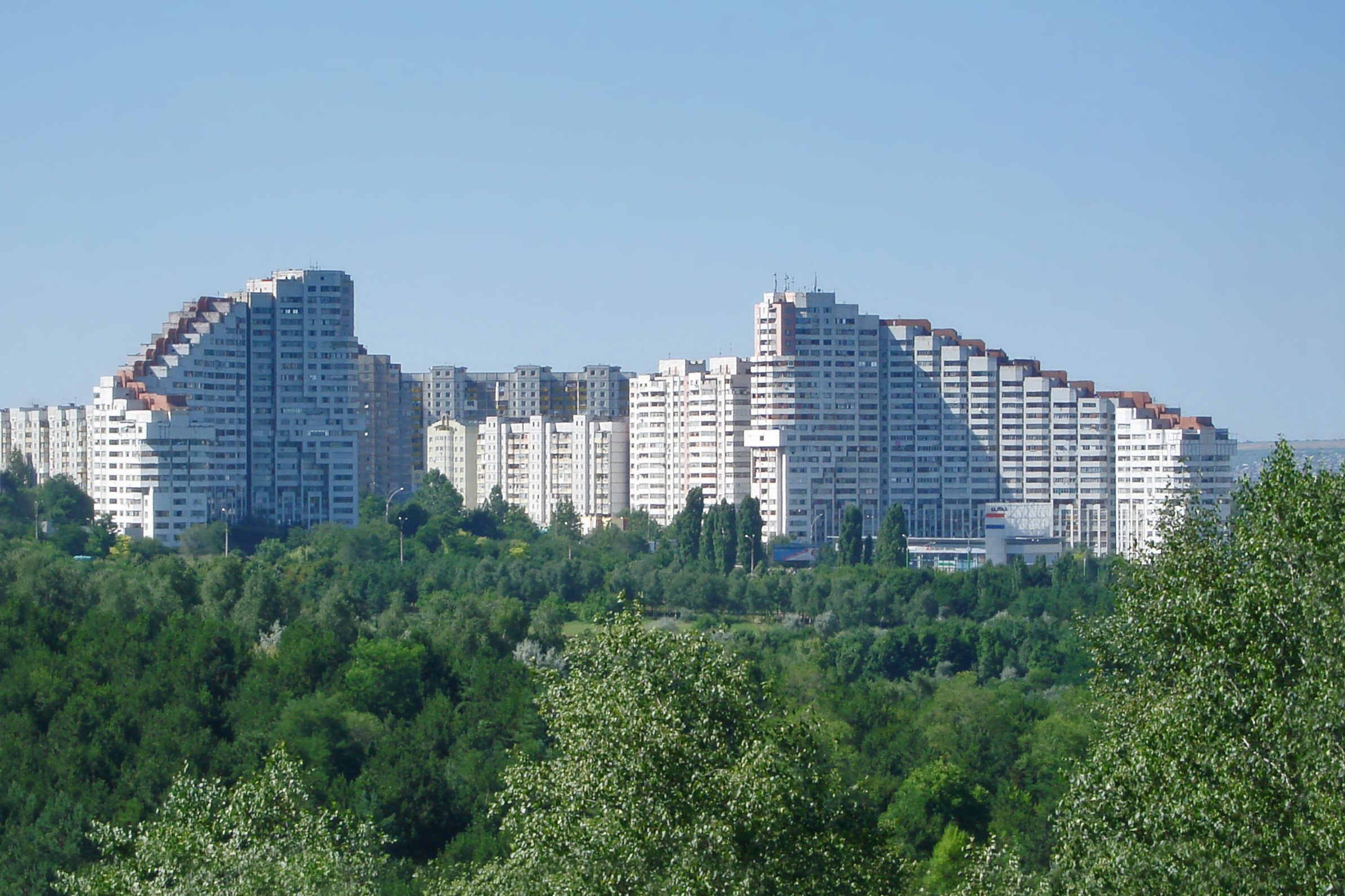
Porțile orașului
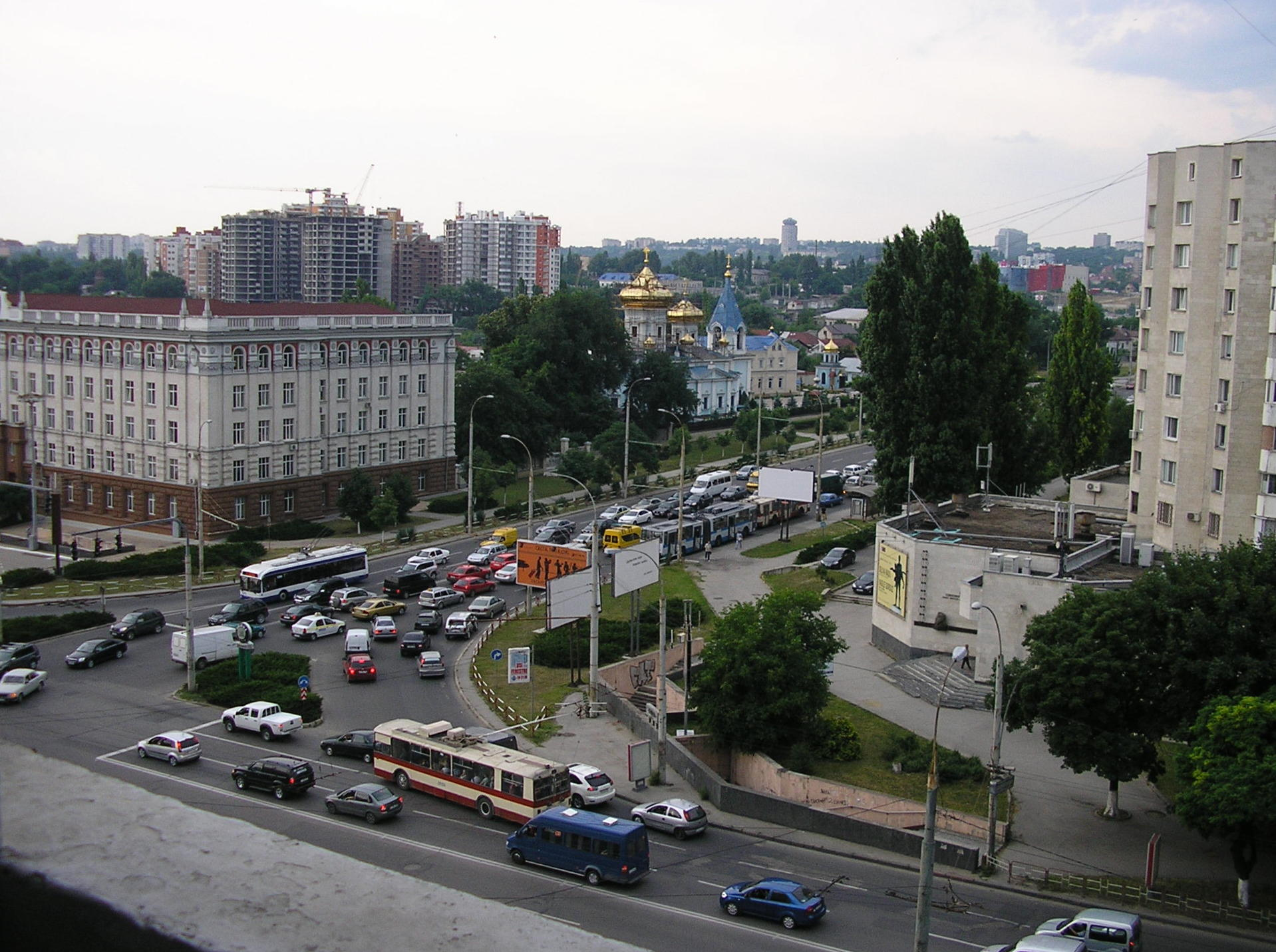
Vedere a sectorului Botanica din centrul orașului
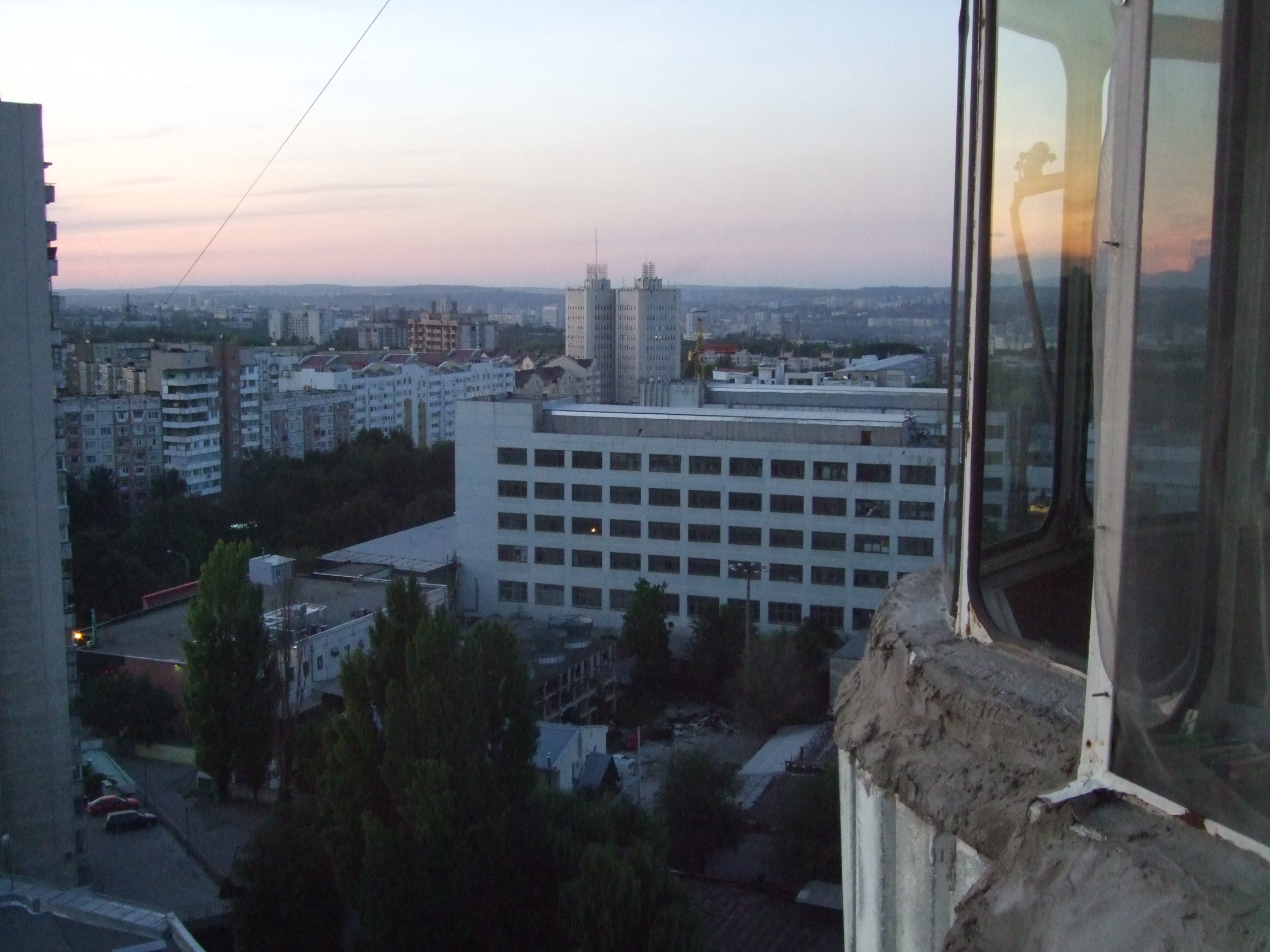
Vederea a sectorului Ciocana dinspre Botanica
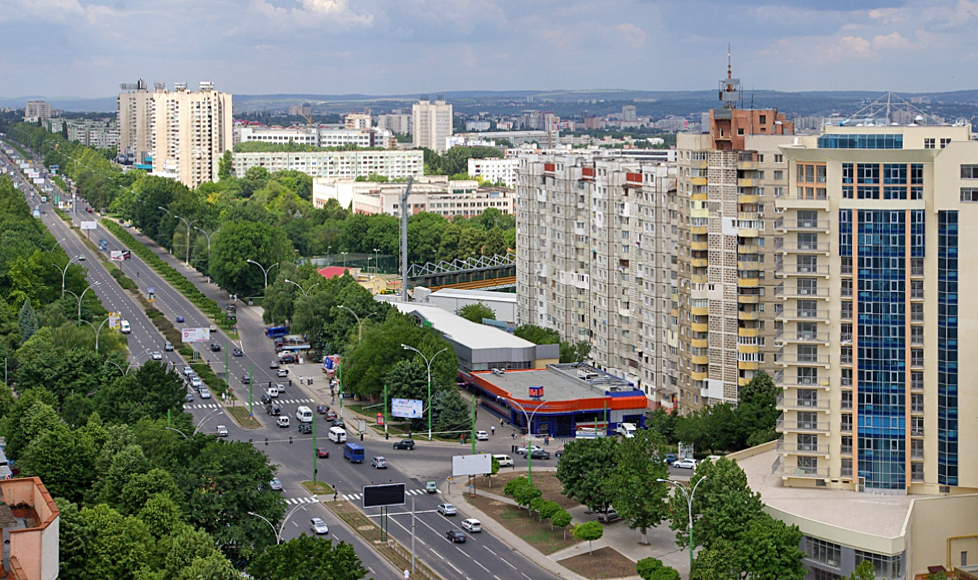
Sectorul Botanica
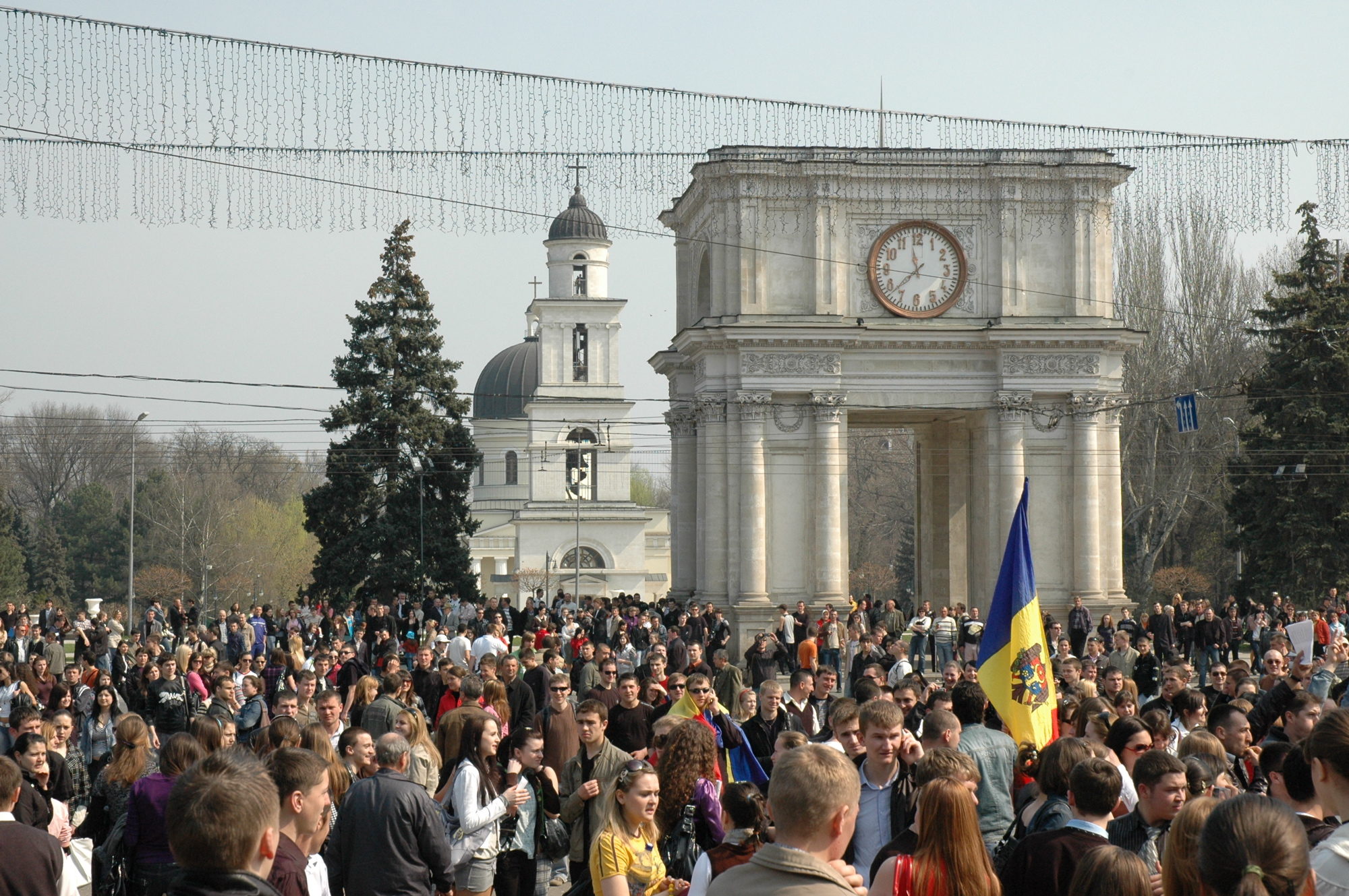
Protestele de la Chișinău din 2009

## Geografie

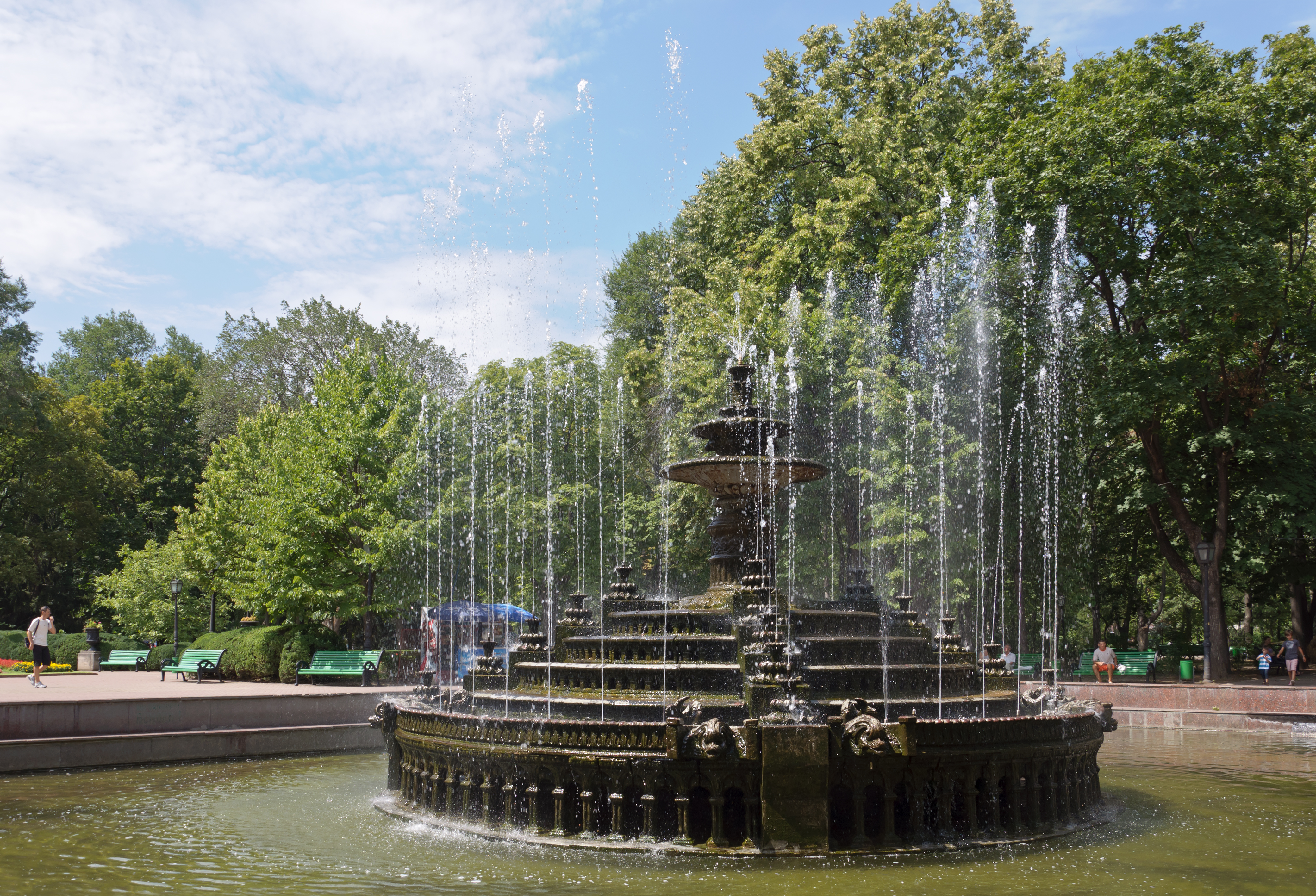
Fântână în Parcul central

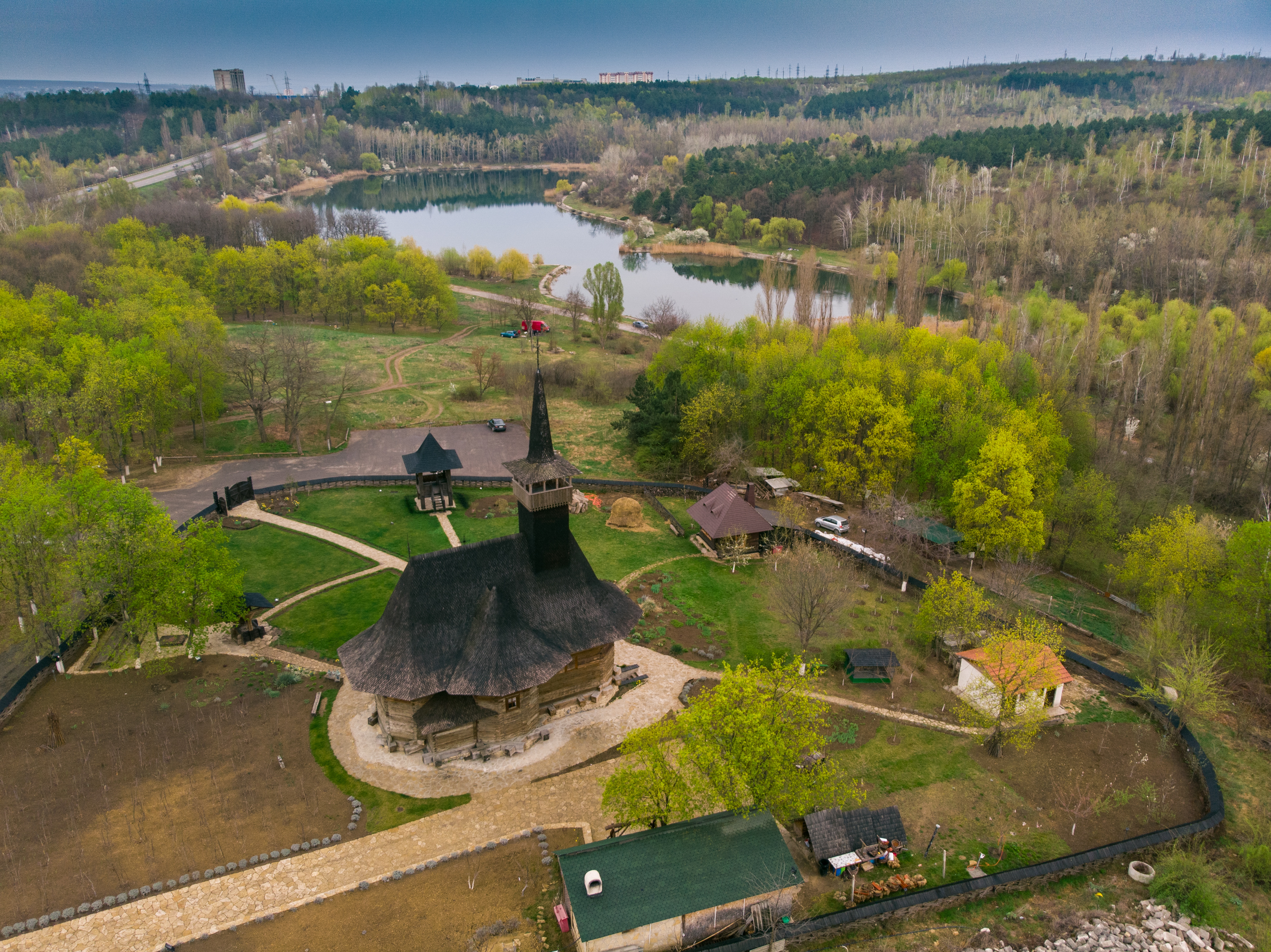
Muzeul satului, situat la periferia sudică a orașului

### Structura geologică
Orașul se află în partea centrală a unei structuri geologice din sud-estul Europei, a cărei bază este formată din plăci de granit și gnaisuri din epoca arhaică, dispuse la o adâncime de cca. 1150 m sub nivelul mării. Partea superioară a secțiunii geologice a acestei structuri este reprezentată de roci sedimentare din erele siluriană, devoniană, paleogenului și neogenului. În secțiunea erozică apar numai argile, nisipuri și piatră calcaroasă din Cenozoicul superior. De la nord la sud orașul este intersectat de un strat de recife mediosarmatice. Straturile argilo-nisipoase, prezente pe întreg teritoriul orașului, au o adâncime de la 2 până la 30 m. Pe pantele văii râului Bâc se găsesc terase aluviale cu lățimea de până la 1,3 m. Perturbări tectonice neînsemnate au fost înregistrate în partea de nord-vest a orașului.

### Resurse minerale
Pe teritoriul Chișinăului și în împrejurimile sale se află numeroase zăcăminte de materiale de construcție: var, calcar, piatră brută de construcție, argilă, nisip, pietriș. Sunt exploatate cinci zăcăminte de piatră și var stins: la Cricova, Mileștii Mici, Chișinău, Făurești, Goian, Cărămida. Țigla se produce din materia primă extrasă la carierele din Bubuieci și Mileștii Mici, iar nisipul, prundișul și pietrișul se extrag la Cobusca și Vadul lui Vodă.
De asemeni în aria municipală sunt exploatate resursele de mică, utilizate în producția semiconductorilor, în industria microelectronică. Mina ce exploatează aceste zăcăminte este operată de SA Mezon.
Rezervele de ape subterane ale Chișinăului permit aprovizionarea parțială a municipiului cu apă potabilă. Din cantitatea totală de apă folosită pentru aprovizionare, 20% provine din apele subterane din straturile acvatice sarmatice fiind și ape minerale. Acestea sunt utilizate pentru tratarea maladiilor gastro-intestinale.

### Geografia și divizarea administrativă
| Nr. | Nr.      | Sector  | Populație (2004) | Populație (2015) | Din totalul populație | Densitate loc/ha |
| --- | -------- | ------- | ---------------- | ---------------- | --------------------- | ---------------- |
|     | 1        | Centru  | 90.494           | 94.800           | 14,8%                 | 110              |
| 2   | Buiucani | 107.744 | 112.200          | 17,6%            | 148                   |                  |
| 3   | Râșcani  | 132.740 | 139.900          | 21,9%            | 223                   |                  |
| 4   | Botanica | 156.633 | 172.600          | 27,0%            | 172                   |                  |
| 5   | Ciocana  | 101.834 | 119.300          | 18,7%            | 168                   |                  |

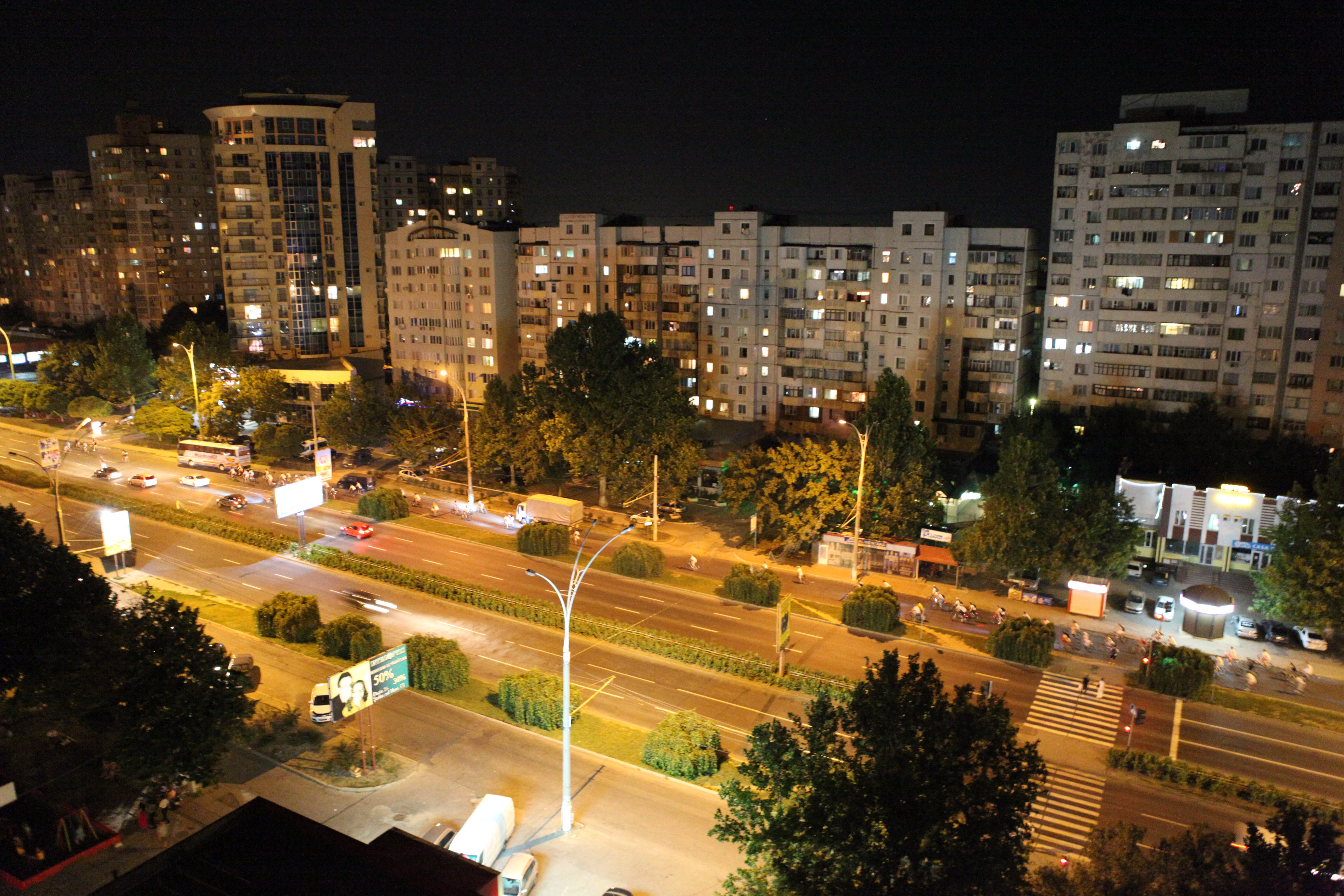
Bulevardul Dacia pe timp de noapte

Teritoriul municipiului și al periferiilor lui este împărțit în două zone: de vest și de sud, care țin de zona Colinei Codrilor, reprezentate de cumpene înguste ale apelor și de pante de teren alunecător și, de asemenea, de sectoarele de est și de nord ce se mărginesc cu Câmpia Nistrului. O componentă importantă a reliefului din jurul Chișinăului o constituie valea Bâcului și pantele ei dezmembrate. Partea cea mai mare, de pe malul drept al Bâcului, ocupă trei terase străbătute de câteva vâlcele. Zona de nord-vest și parțial cea de vest sunt despărțite la centru de valea îngustă a râului Durlești. Nu departe de Grenoble își începe cursul un râu ce curge prin vâlceaua de la Mălina Mică. Paralel se află vâlceaua Mălina Mare. În partea de sud a orașului se găsește vâlceaua întinsă Muncești. Partea stângă a orașului ocupă două terase: prima coboară spre râu, cea de-a doua are o altitudine de 60–90 m. Aici a fost construit cartierul (sectorul) Râșcani. Partea din stânga a văii Bâcului, pe alocuri pietroasă, este întretăiată de mai multe văi și vâlcele, orientate mai ales de la nord spre sud.

### Climă

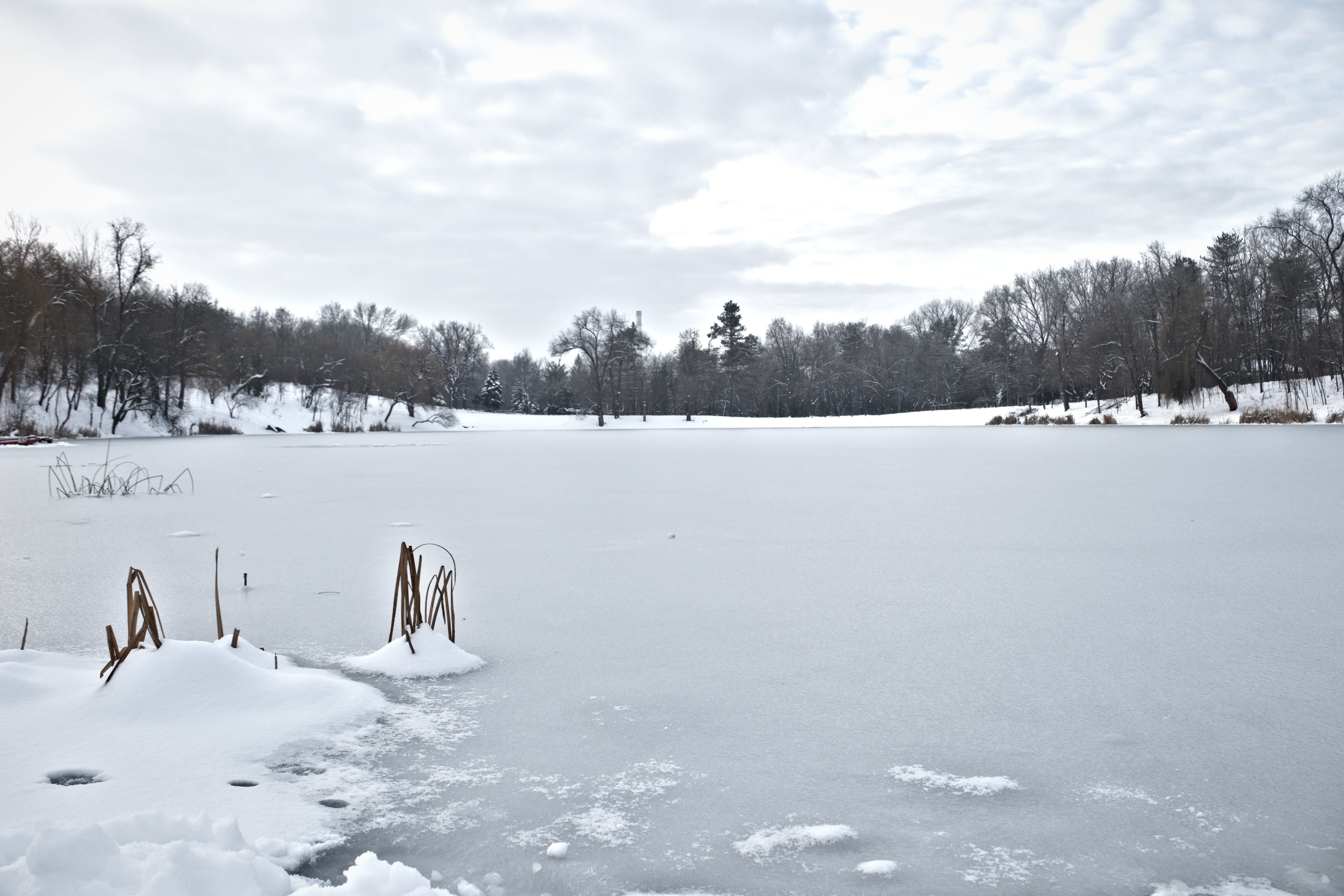
Lacul Râșcani pe timp de iarnă

Primele observații meteorologice instrumentale au început să fie înregistrate la Chișinău în anul 1844. Clima Chișinăului este temperat continentală. Iarna este blândă și scurtă, iar vara călduroasă și de lungă durată. Observațiile meteorologice se fac regulat (din 3 în 3 ore) la Centrul Hidrometeorologic Chișinău. Anual sunt înregistrate 71 zile fără soare, dintre care 40 iarna. Predomină vânturile din direcțiile de nord și nord-est, iarna acestea pot bate și din direcție sud-estică. Viteza medie anuală a vântului oscilează între 2,5 și 4,5 m/s, cele mai puternice înregistrându-se în lunile februarie–martie, iar cele mai slabe în septembrie–octombrie.
Iarna durează în jur de 78 zile, cu temperaturi instabile: în medie, -2,3 °C. Temperatura minimă, de -31,5 °C, a fost înregistrată în 1937. Primăvara durează cca 70 zile, timp în care temperatura medie o este de 9,3 °C. Vara începe la mijlocul lui mai și se termină în jurul datei de 20 septembrie.
Temperatura medie este de 20,5 °C, iar cea maximă absolută 43 °C, în iulie și august. Sfârșitul toamnei este determinat de coborârea temperaturii sub 0 °C, ceea ce durează aprox. 2 luni, și precipitații atmosferice de lungă durată. Temperatura medie este toamna aproape 10 °C (9,9(6)°C).
Temperatura mai ridicată a aerului în anumite regiuni ale municipiului este cauzată de activitatea întreprinderilor industriale, a transportului, de încălzirea asfaltului cauzată de radiația solară etc. Astfel, temperatura din interiorul orașului este cu 0,7 °C mai ridicată decât cea din exteriorul său.
Umiditatea relativă medie anuală a aerului este de 71%, maxima înregistrându-se în decembrie, iar minima în mai. Cantitatea precipitațiilor atmosferice nu este echilibrată pe tot parcursul anului: cea mai mare parte (77%) cade în sezonul cald. Iarna precipitațiile cad atât sub formă de lapoviță, cât și de zăpadă, mai rar de ploaie. Vulnerabilitatea teritoriului municipiului Chișinău față de depunerile complexe de gheață constituie 13-18 zile/an și față de polei: 7-10 zile. Numărul maxim de zile cu polei a fost înregistrat în iarna anilor 1968-1969, însumând 37 de zile. Precipitațiile din perioada de vară cad mai ales sub formă de averse. Cantitatea anuală de precipitații în oraș este cu 20–40 mm mai mare decât în afara lui: 480 mm. Cea mai mare cantitate de precipitații a fost înregistrată anul 1998 – 890 mm.

### Ape curgătoare
Apele curgătoare din Chișinău fac parte din bazinul Nistrului. Prin Chișinău curge râul Bâc, iar la periferia sa de sud-vest râul Ișnovăț, afluent de dreapta al Bâcului. Râul Bâc are o lungime de 155 km, suprafața bazinului - peste 2000 km². Bâcul se revarsă în fluviu Nistru la un km distanță de satul Gura Bîcului, raionul Anenii Noi. Debitul maxim al apelor mari de primăvara în râul Bâc a fost de 40,7 m3/s (1973), iar a viiturilor pluviale de 222 m3/s (1948).
În zona suburbană a municipiului au fost amenajate rezervoarele de apă de la Ghidighici și de la Ialoveni ca locuri de recreere și agrement. La începutul anilor '50 în partea de sud-vest a orașului a fost amenajat Parcul Central de Cultură și Odihnă al Comsomolului Leninist și Lacul Comsomolului (astăzi, ambele numite Valea Morilor). În parcurile din cartierele Râșcani și Botanica, la Bariera Sculeni au fost construite cascade mici cu lacuri naturale.

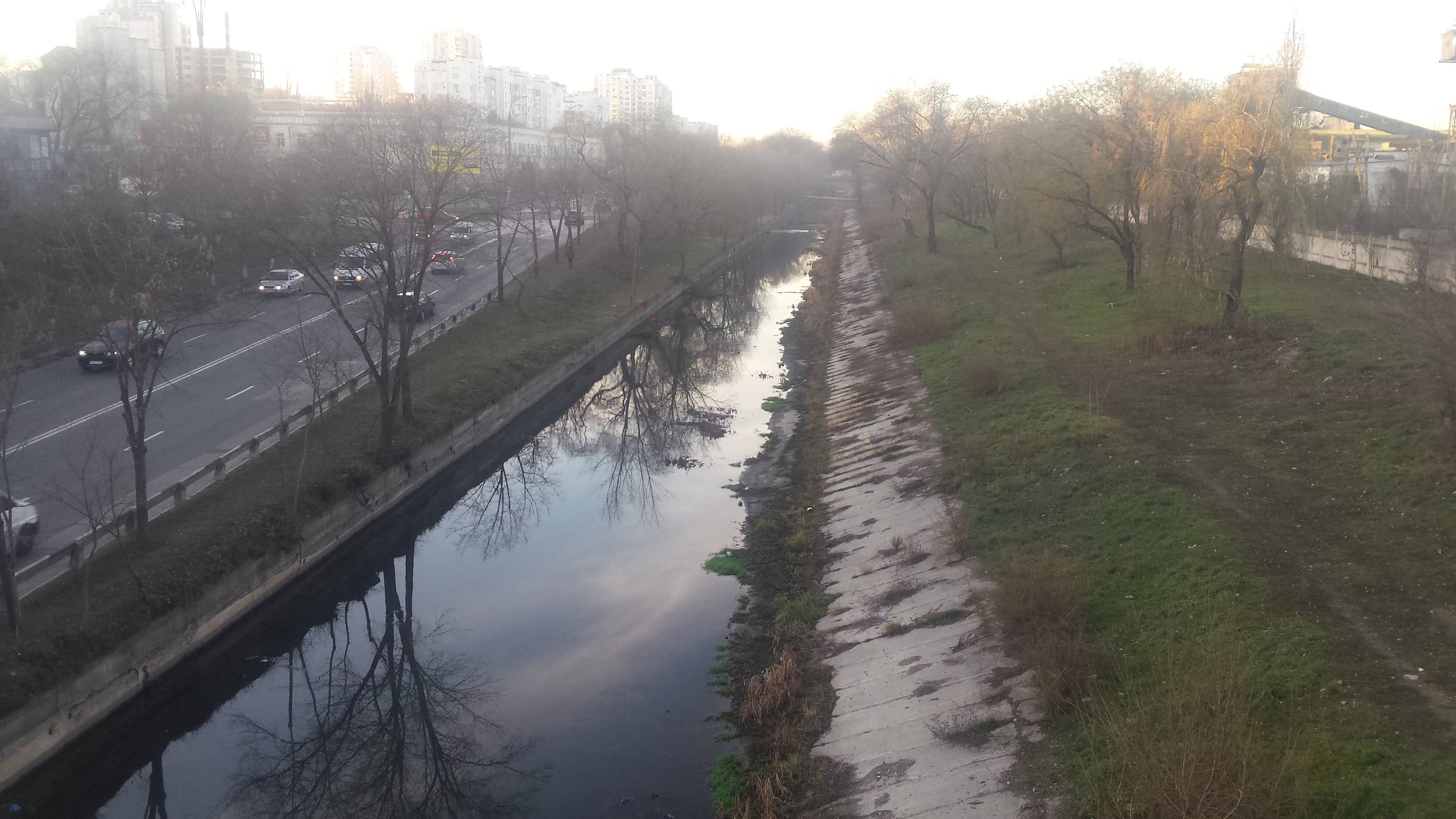
Bâcul, principalul curs de apă din oraș
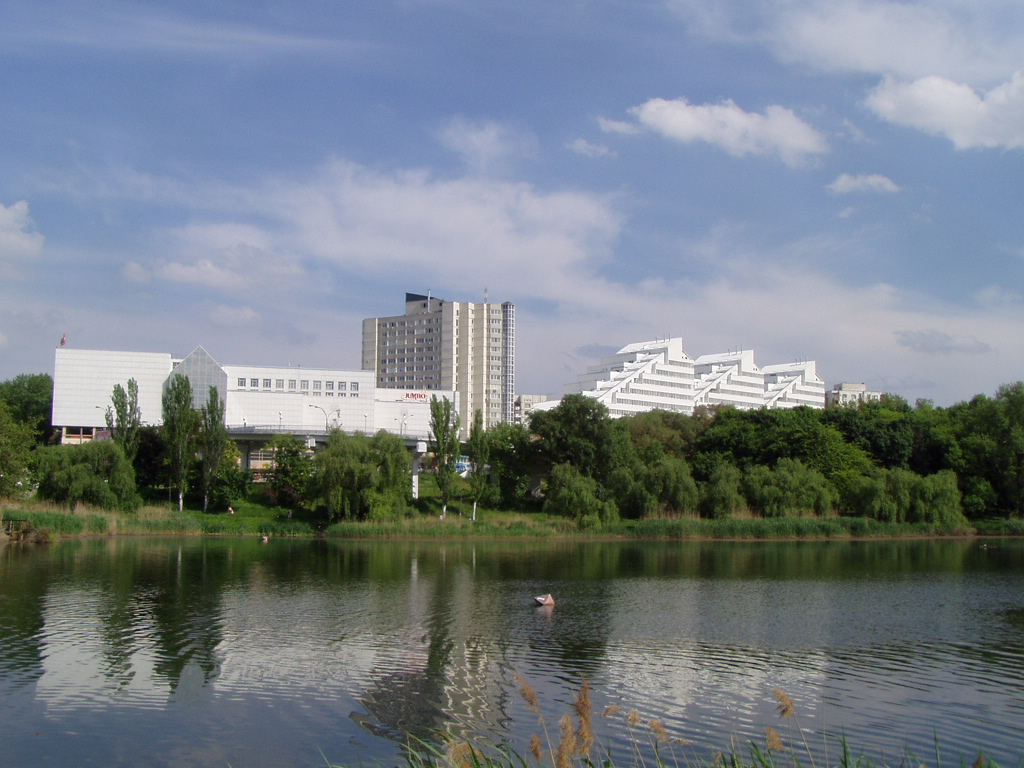
Unul din lacurile din parcul Valea Trandafirilor, sectorul Botanica
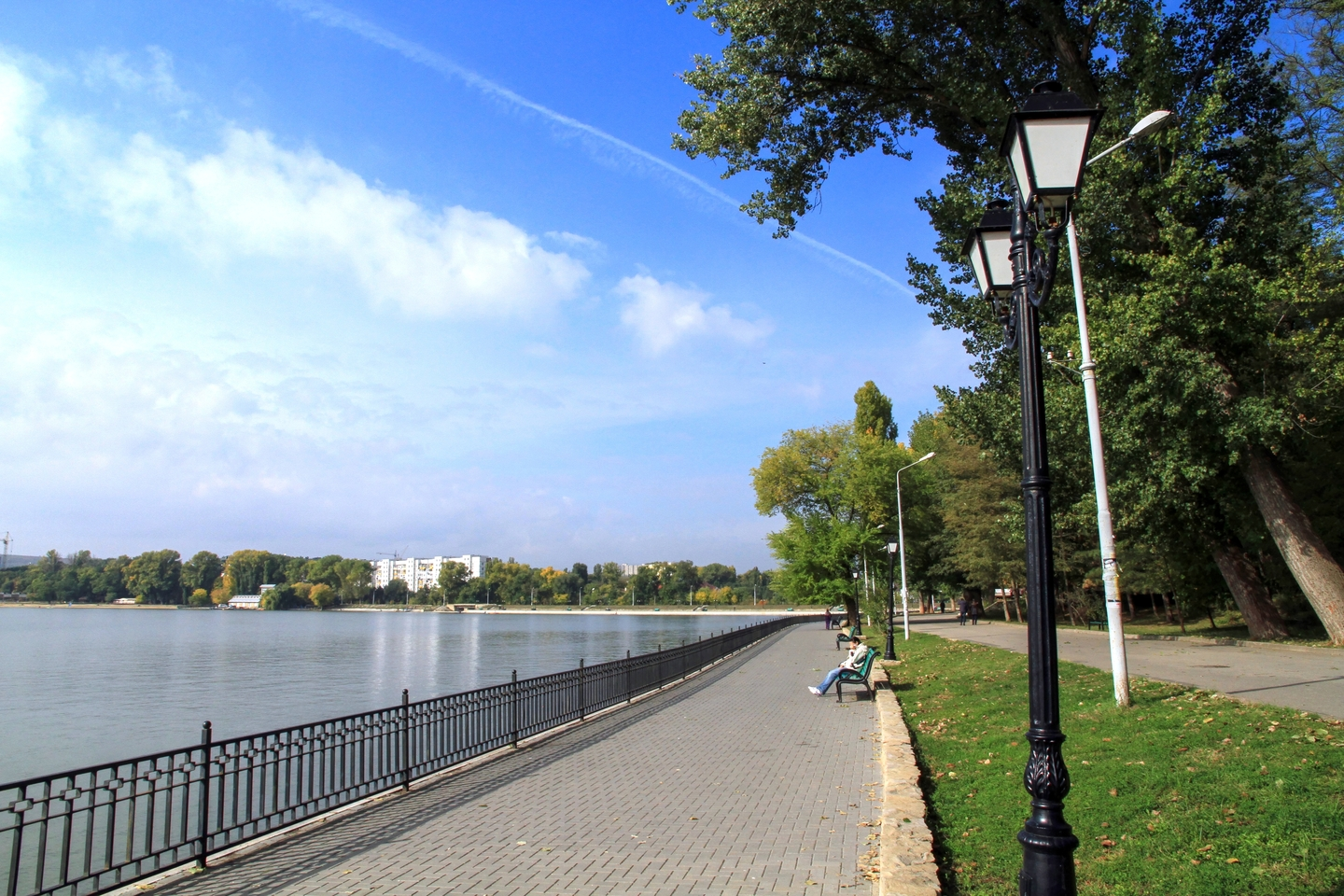
Lacul „Valea Morilor”, sectorul Centru
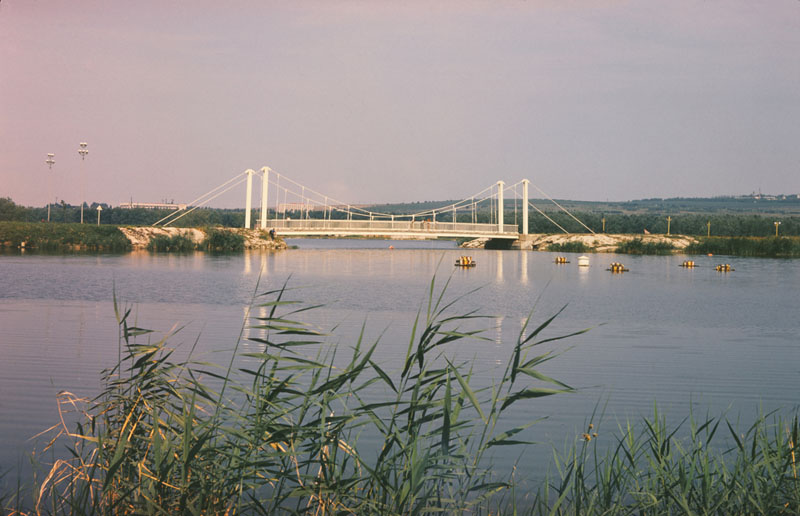
Parcul „La Izvor”, sectorul Buiucani
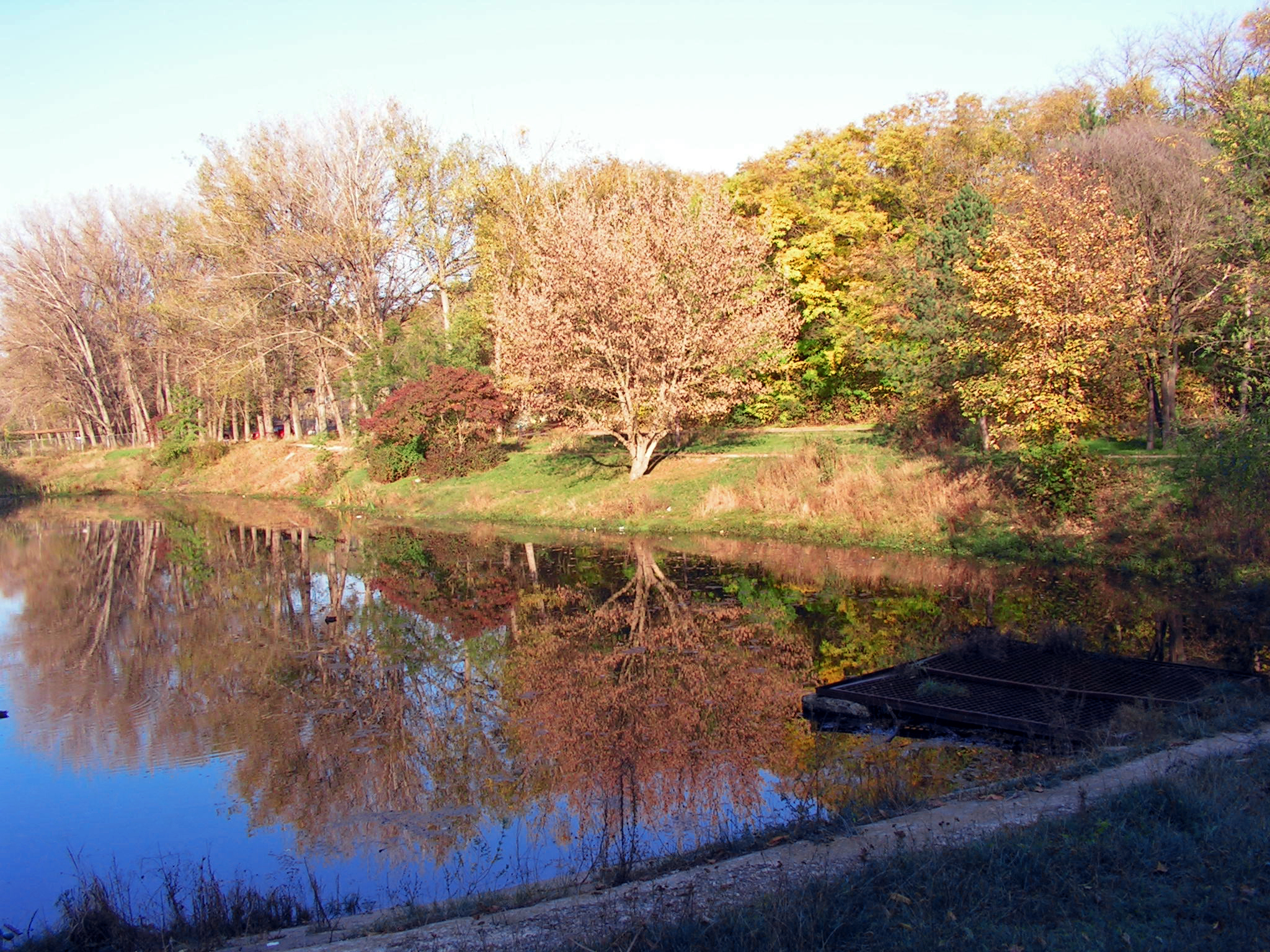
Unul din lacurile din parcul „Dumitru Rîșcanu”, sectorul Rîșcani

### Floră

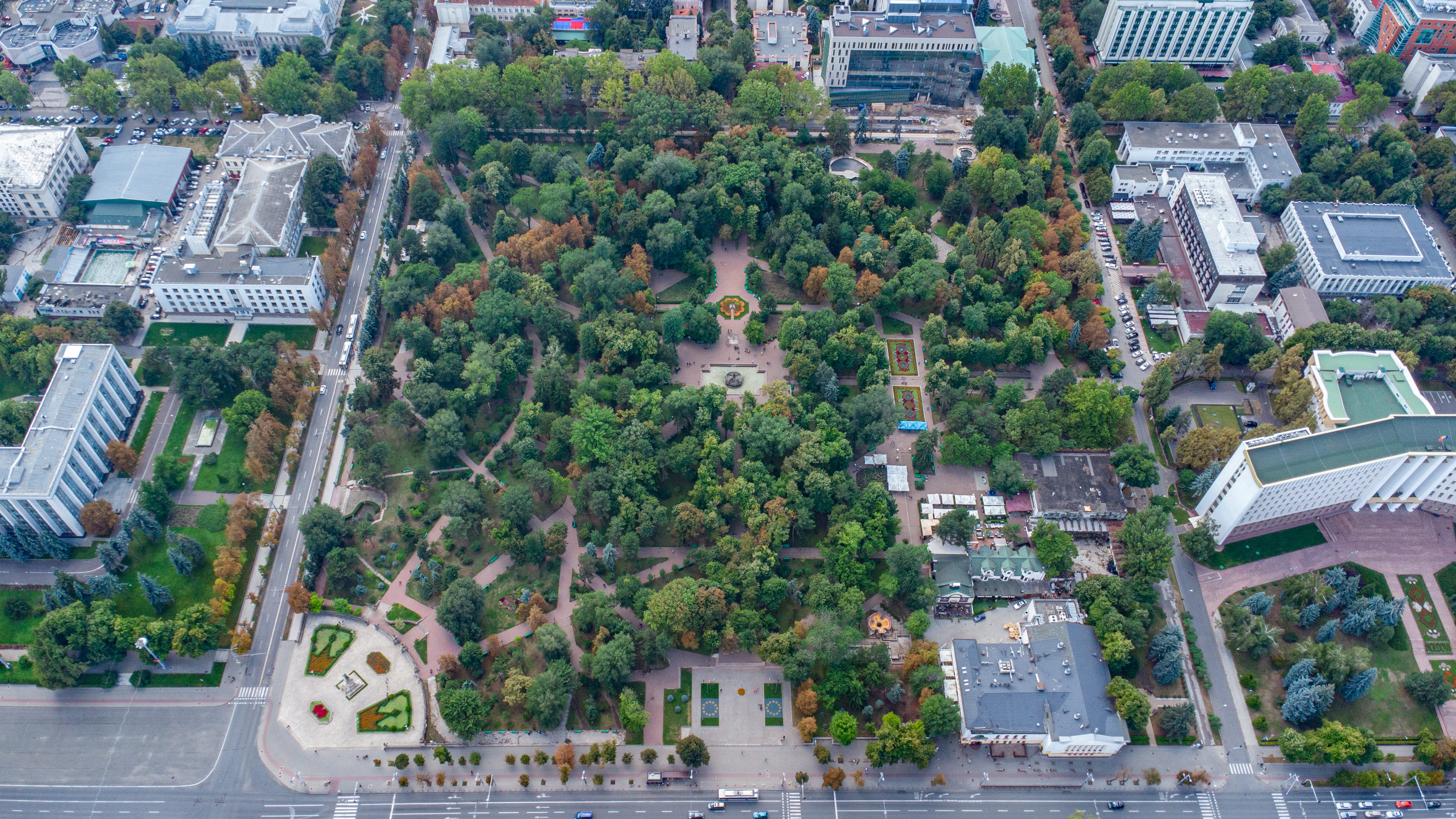
Grădina Publică „Ștefan cel Mare și Sfânt”

Carcasa verde a municipiului Chișinău este constituită din circa 220 specii și 55 varietăți de foioase și conifere, dintre care 168 specii de arbori, 97 arbuști și 10 liane.
În 2011, din cei 87 de arbori luați sub protecție sau păstrat doar 77 din specii și 36 de amplasamente. Arborii ocrotiți aparțin a 23 de specii, inclusiv specii autohtone: fag (Fagus sylvatica), frasin (Fraxinus excelsior), paltin de câmp (Acer platanoides), păr (Pyrus pyraster), plop cenușiu (Populus canescens), ștejar pedunculat (Quercus robur), tei argintiu (Tilia tomentosa), volniș (Ulmus levis); specii alohtone: brad de caucaz (Abies nordmanniana), castan porcesc (Aesculus hippocastanum), cedru de California (Libocedrus decurrens), dud (Morus alba), duglas verde (Pseudotsuga menziesii), glădiță (Gleditsia triacanthos), maclura pomiferă (Maclura pomifera), molid argintiu (Picea pungens), molid de Canada (Tsuga canadensis), pin negru (Pinus nigra), platan occidental (Platanus occidentalis), sâmbovină (Celtis occidentalis).
De asemenea, este foarte diversă și lichenoflora locală. În pădurea "Valea Gâștelor" au fost identificate speciile de licheni fruticuloși: Ramalina fraxinea, Evernia prunastri și Ramalina farinacea. La periferiile ecosistemului, mărginit de șoseaua Balcani, str. Petricani), apar speciile – Physcia aipolia, Physcia orbicularis, Physcia hispida, Parmelia scortea, Bacidia luteola, în parcul Ștefan cel Mare: Physcia ascendens, Physcia caesia, Physcia grisea, Xanthoria parietina, în Valea Trandafirilor: Parmelia sulcata.
Briofitele sunt reprezentate de așa specii ca: Brachytecium glareosum, Eurhynchium hians, Hypnum cupressiforme, Leskea poycarpa, Leskeela nervosa, Orthotrichium fastigiatum, Pylaisia polyantha

### Faună

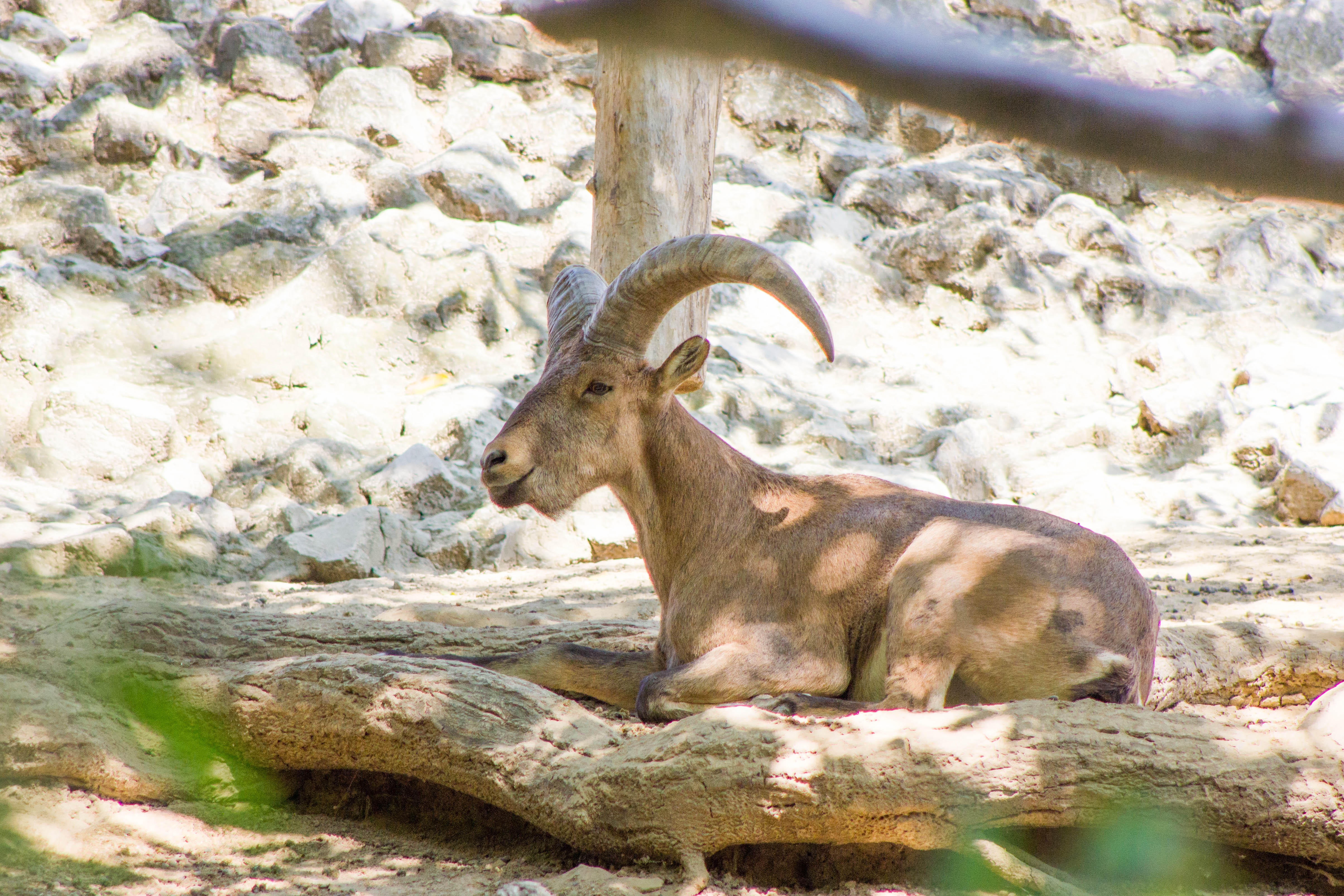
Grădina Zoologică din Chișinău

Pe teritoriul Chișinăului au fost înregistrate 27 specii de mamifere, 89 specii de păsări și 14 specii de reptile și amfibii. Dintre mamifere se întâlnesc mai des cârtițele, aricii, șoarecii de câmp, liliecii, diferite rozătoare, veverițele ș.a.. Dintre animalele răpitoare pot fi enumerate nevăstuicile, dihorii, jderii. Își fac cuib 53 specii de păsări, altele sunt migratoare, celelalte obișnuiesc să rămână numai în timpul iernii.
Cercetările efectuate demonstrează că în prezent pe teritoriul or. Chișinău populează cca 89 de specii de păsări. Printre acestea predomină speciile arboricole-arbusticole, care își construiesc cuiburile în coronamentul arborilor (Fringilla coelebs, Oriolus oriolus, Carduelis chloris, Columba palumbus, Streptopelia turtur, Streptopelia decaocto, Turdus merla și Turdus philomelos, Silvia atricapila etc.) sau în scorburi (Parus ater, Parus major, Dendrocopos major, Dendrocopos medius, Endrocopos syriacus, Muscicapa striata, Sitta europea etc.). Unele specii în condiții naturale trăiesc în stâncării (Phoenichurus ochruros, Apus apus), iar în oraș ocupă nișele din clădiri. Un număr redus de specii (Phylloscopus collibita, Luscinia luscinia) preferă să-și camufleze cuiburile pe sol în învelișul ierbos de la baza arbuștilor.
Componența reptilelor și amfibienilor nu este prea bogată. Cel mai des sunt întâlnite șopârlele, șerpii, broaștele, broaștele de râu, broaștele țestoase, broaștele râioase. În lacul Valea Morilor (fostul lac al Comsomolului) și în cel de la Ghidighici au fost numărate circa 20 specii de pești. Unele lacuri sunt populate speciile de amfibieni: broasca-mare de lac (Rana ridibunda) și broasca mică de lac (Rana lessonae).
În rezervoarele de apă din oraș viețuiesc: babușca, plătica, soreanul, carasul, răspărul, bibanul, crapul, roșioara ș.a. Se întâlnesc diferiți fluturi și gândaci, inclusiv vătămători ai faunei (păduchi de plantă, căpușe, viermi de mătase etc.). în anumiți ani apar în masă buburuze și fluturi albi americani.

## Demografie

### Dinamica numărului populației

#### Populația orașului
| An   | Populație |
| ---- | --------- |
| 1812 | 7,000     |
| 1851 | 58,849    |
| 1897 | 108,483   |
| 1930 | 114,896   |
| 1950 | 134,000   |
| 1970 | 356,300   |
| 1990 | 675,500   |
| 1995 | 661,500   |
| 2004 | 644,204   |

#### Populația municipiului
| An   | Populație |
| ---- | --------- |
| 2004 | 712,218   |
| 2014 | 662,836   |

- Sursă:[41][42][43]

### Compoziție etnică și confesională
Componența etnică a municipiului Chișinău
     Moldoveni (64,95%)
     Români (13,98%)
     Ruși (8,98%)
     Ucraineni (5,75%)
     Bulgari (1,03%)
     Găgăuzi (0,66%)
     Alte etnii (1,32%)
     Nedeclarat (3,32%)
Componența confesională a municipiului Chișinău
     Ortodocși (86,39%)
     Creștini după evanghelie (0,6%)
     Martori ai lui Iehova (0,52%)
     Baptiști (0,51%)
     Romano-catolici (0,22%)
     Atei (0,83%)
     Nedeclarată (10,03%)
     Alte religii (0,9%)
Rezultatele recensământului din 2004 și a celui din 2014 privind etnia populației municipiului Chișinău sunt:
|                                            | 2004                                       | 2004                                       | 2014                                | 2014                                |
| Grup etnic                                 | Populație                                  | % din total*                               | Populație                           | % din total*                        |
| ------------------------------------------ | ------------------------------------------ | ------------------------------------------ | ----------------------------------- | ----------------------------------- |
| Moldoveni                                  | 481,626                                    | 67.62%                                     | 304,860                             | 64.95%                              |
| Români                                     | 31,984                                     | 4.49%                                      | 65,605                              | 13.98%                              |
| Ruși                                       | 99,149                                     | 13.92%                                     | 42,174                              | 8.98%                               |
| Ucraineni                                  | 58,945                                     | 8.27%                                      | 26,991                              | 5.75%                               |
| Bulgari                                    | 8,866                                      | 1.25%                                      | 4,850                               | 1.03%                               |
| Găgăuzi                                    | 6,448                                      | 0.91%                                      | 3,108                               | 0.66%                               |
| Alții                                      | 11,605                                     | 1.63%                                      | 5,954                               | 1.27%                               |
| Nedeclarat                                 | 13,595                                     | 1.91%                                      | 15,604                              | 3.32%                               |
| Sursă: Rezultatul recensământului din 2004 | Sursă: Rezultatul recensământului din 2004 | Sursă: Rezultatul recensământului din 2004 | Rezultatul recensământului din 2014 | Rezultatul recensământului din 2014 |

Aceste date sunt cele ale nomenclaturii etnice din Republica Moldova. Teoria sovietică de popagandă deosebește arbitrar, greșit,moldovenii din fosta URSS de cei din România (Moldova românească) și de ceilalți români. Persoanele care totuși se declară români în Republica Moldova (cum au putut s-o facă la recensământul din 5-12 octombrie 2004) sunt, de fapt, tot cetățeni ai Republicii, deoarece românii de cetățenie română rezidenți în republică nu sunt numărați în recensământ.
Din punct de vedere confesional, conform recensământului populației din 2014, majoritatea locuitorilor sunt ortodocși (86,39%), dar există și minorități de creștini după evanghelie (0,6%), martori ai lui Iehova (0,52%), baptiști (0,51%), romano-catolici (0,22%) și atei (0,83%). Pentru 10,03% din populație, nu este cunoscută apartenența confesională.

## Administrație și politică

### Diviziuni administrative
Chișinău are în componența sa 35 localități: 1 municipiu (cu 5 sectoare), 6 orașe (care includ 2 sate), 12 comune care includ 14 sate.

## Transport

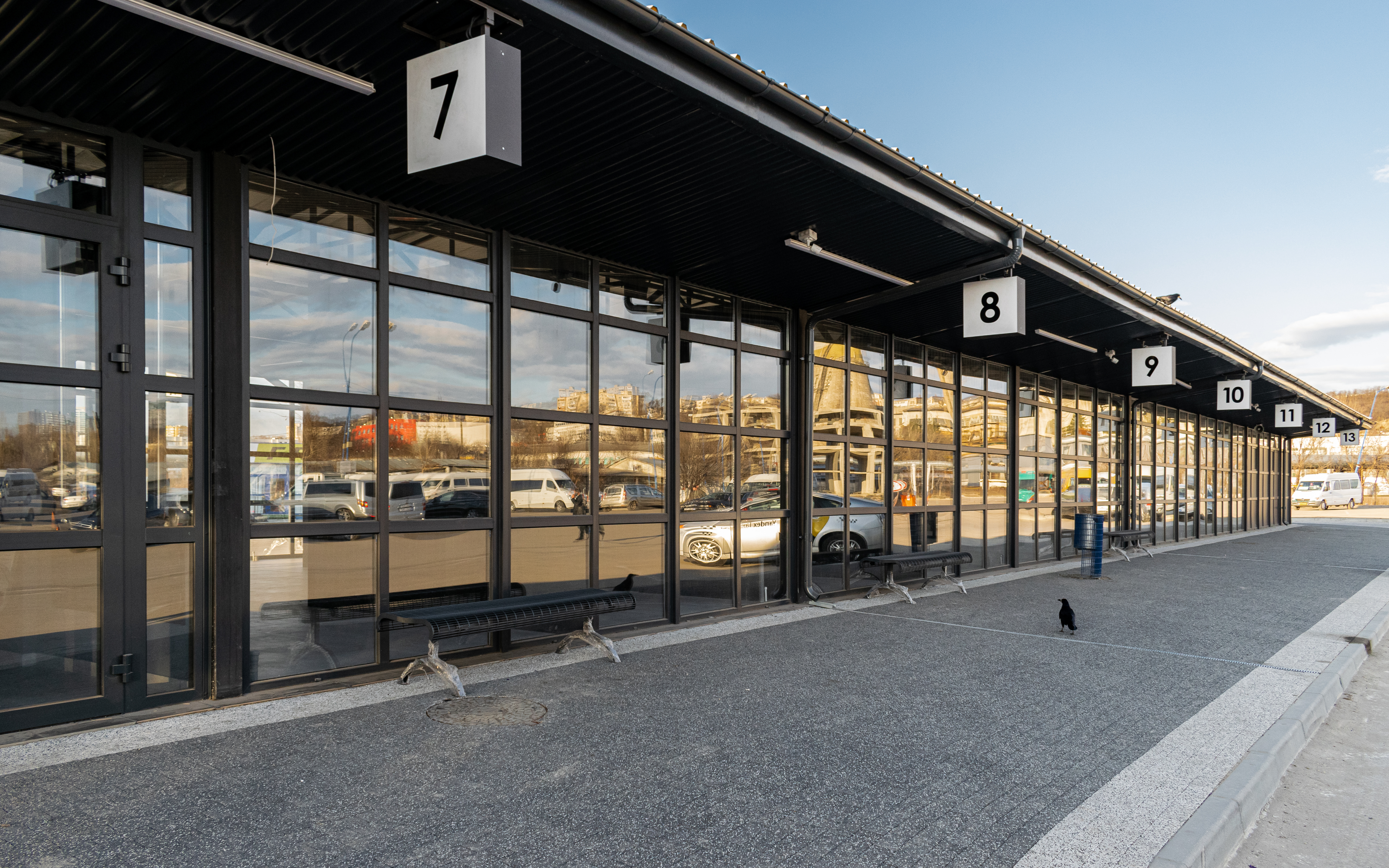
Autogara de Nord a Chișinăului

### Transport public
Transportul public urban este asigurat de două companii de stat, aflate în subordinea Primăriei municipiului Chișinău, și mai multe firme private. Companiile de stat sunt organizate în regii autonome de transport, una având în gestiune transportul electric al orașului - RTEC și cealaltă transportul cu autobuze. Companiile private au în gestiunea lor rutele de microbuze, numite generic, în Chișinău, rutiere.
Din 1949 în municipiu circulă troleibuzele, cel mai ieftin mijloc de transport din oraș. În 2014 pe străzile Chișinăului circulau 268 de unități, existând 3 parcuri și 25 de rute. De asemenea, în 2014 în municipiul Chișinău circulă 96 de autobuze pe 28 de rute.
Troleibuzele de la Regia Transport din Chișinău, în anul 1974 - ruta 8, anul 1979 - ruta 10, anul 1986 - ruta 22, anul 1988 - ruta nr. 24, anul 1996 - 1997 - ruta nr. 18, anul 1984 - ruta 21, anul 2000 - ruta 25, anul 1985 - ruta 4.

## Cultura

### Festivaluri

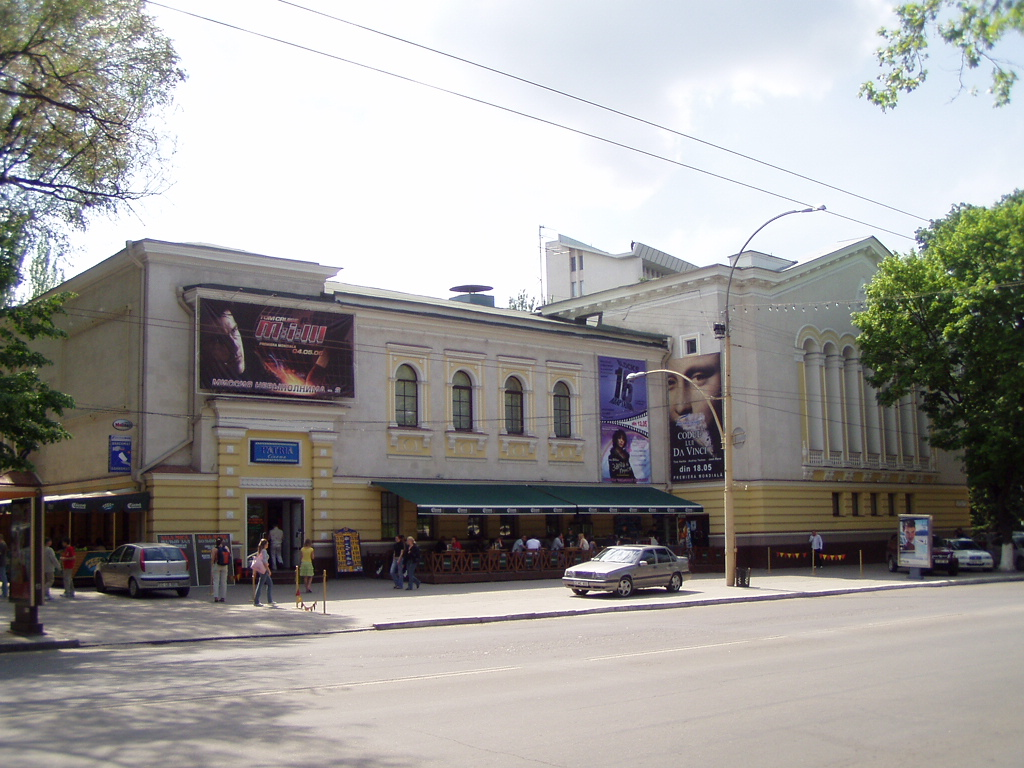
Cinematograful "Patria"

Chișinăul găzduiește anual festivalul de operă și balet „Invită Maria Bieșu”. Prima ediție a fost organizată în 1990 sub auspiciile cântăreței de opere moldovene Maria Bieșu. În fiecare an cei mai buni cântăreți de operă și soliști de balet din România, Rusia, Ucraina, Bulgaria, Italia, Franța, Austria, SUA și alte țări vin la Chișinău pentru a lua parte la acest festival.
Din 1993 la Chișinău se desfășoară Festivalul-Concurs Internațional al Talentelor Lumii „Micul Prinț”, primul festival-concurs lansat de societatea civilă îndată după ruinarea URSS, spre a diminua golul ce se crease în educația tinerei generații. Festivalul e un proiect al Organizației Mondiale a Tinerelor Talente condusă de poeta Renata Verejanu. Din 2001 se desfășoară festivalul internațional de film documentar „Cronograf”. În cadrul festivalului se proiectează și premiază filme documentare realizate de regizori din diverse părți ale lumii. Festivalul este unicul festival de film documentar din Moldova, organizat de OWH Studio și susținut de canalul „TV5 Monde”, Alianța Franceză și Uniunea Cineaștilor. Statul nu oferă nici un fel de suport, deși la fiecare ediție sunt prezenți unii edili cu discursuri și declarații.
Totodată, începând cu anul 2000, „TV 5 Monde” și ambasada Franței organizează „Festivalul Filmului Francez”, în cadrul zilelor culturii franceze în Moldova.
În fiecare an, în septembrie, are loc festivalul „Ethno-Jazz”, la care participă trupe de jazz din Moldova, Rusia, Israel, Polonia, Germania, India ș.a.
„Orașul improvizat al etniilor își deschide larg ușile”
A fost la 19 septembrie 2010, Biroul Relații Interetnice în colaborare cu Ministerul Culturii și Primăria municipiului Chișinău a organizat tradiționalul Festival al etniilor, cu genericul „Unitate prin diversitate”, ediția a X-a jubiliară.
În acest an, circa 48 etnii conlocuitoare în Republica Moldova au transformat Grădina Publică „Ștefan cel Mare” din capitală, într-o citadelă multinațională doldora de cântec și dans, expoziții de arte plastice și cărți, lucrări de artizanat și altele.

## Educatie
Orașul găzduiește 12 universități publice și 11 universități private, Academia de Științe a Moldovei, o serie de instituții care oferă liceu și 1–2 ani de învățământ universitar.
În Chișinău există mai multe muzee. Cele trei muzee naționale sunt Muzeul Național de Etnografie și Istorie Naturală, Muzeul Național de Arte și Muzeul Național de Arheologie și Istorie.
Biblioteca Națională a Moldovei se află la Chișinău.

## Sport

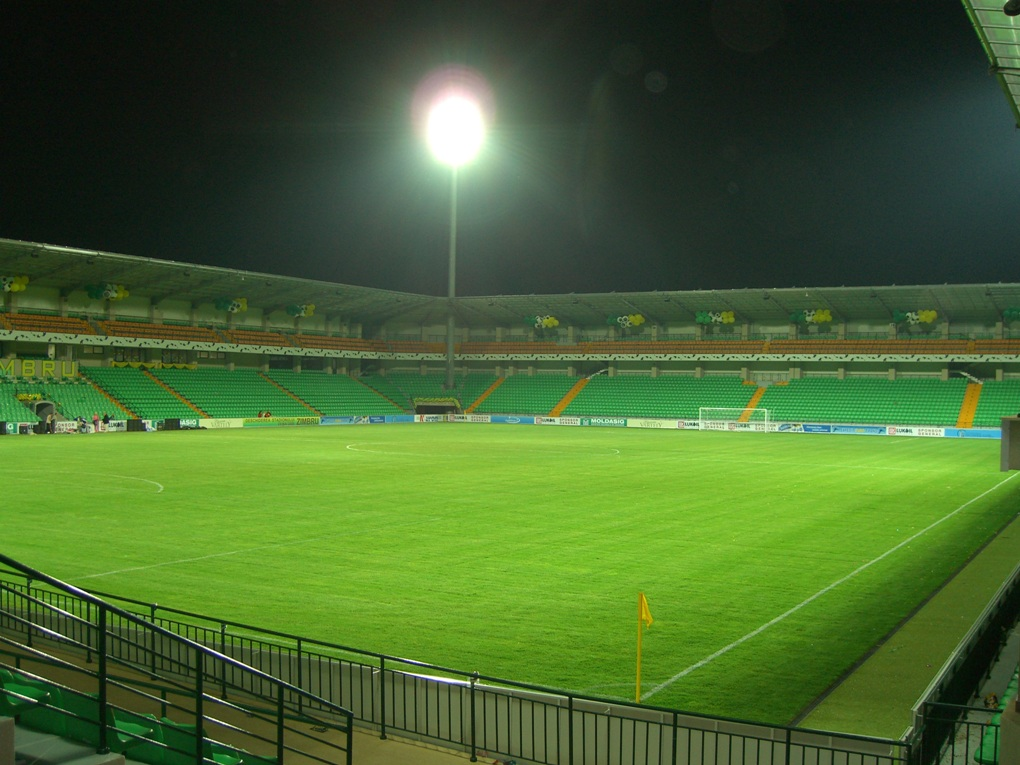
Stadionul FC Zimbru

Există trei cluburi profesioniste de fotbal în Chișinău: Zimbru și Academia din Divizia Națională a Moldovei (nivelul I) și Real Succes din Divizia „A” Moldovenească (nivelul doi). Dintre cele mai mari stadioane publice multifuncționale din oraș se numără Stadionul Dinamo, care are o capacitate de 2.692. Stadionul Zimbru, deschis în mai 2006, cu o capacitate de 10.500 de locuri, îndeplinește toate cerințele pentru desfășurarea meciurilor internaționale oficiale și a fost locul de desfășurare a tuturor jocurilor de calificare a echipei naționale a Moldovei pentru Euro 2008 .
Există discuții pentru construirea unui nou stadion olimpic cu o capacitate de circa 25.000 de locuri, care să îndeplinească toate cerințele internaționale. Din 2011 CS Femina-Sport Chișinău a organizat competiții feminine în șapte sporturi.

## Mass-media

### Televiziune

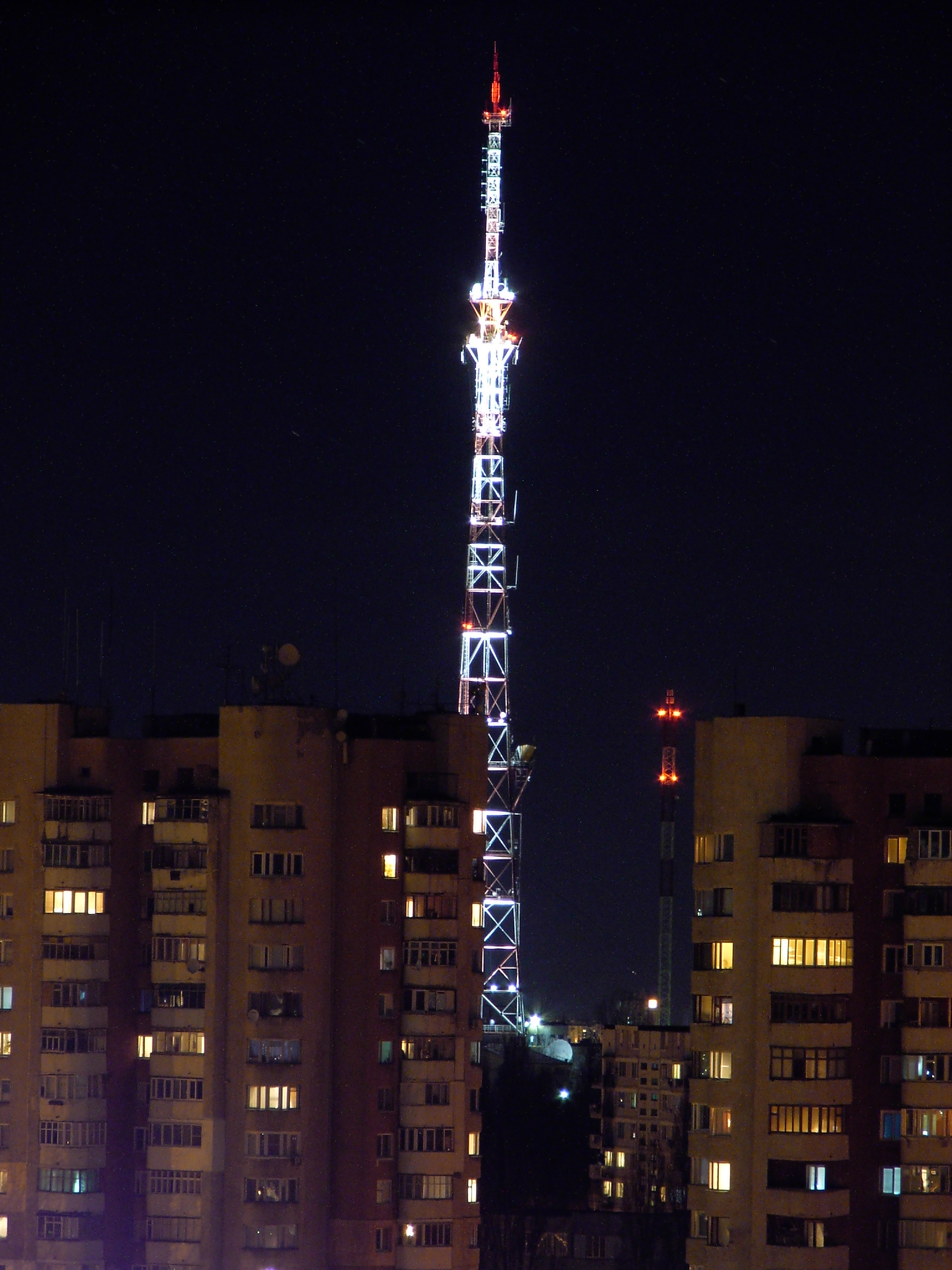
Turnul de Televiziune din Chișinău pe timp de noapte

La 30 aprilie 1958 este fondată la Chișinău compania publică de televiziune din Moldova, acum „Teleradio Moldova”. În martie 1988 s-a dat în exploatare releul de la Strășeni, de unde se face și astăzi retransmiterea programelor pentru Chișinău și zonele adiacente capitalei. În prezent programele TV pot fi recepționate pe o rază de 100 - 120 de km de la amplasamentul acestuia.
În octombrie 1990 începe transmiterea în Chișinău a primului canal românesc de televiziune, „TVR 1”. La 1 ianuarie 1992 se întrerupe transmiterea programelor televiziune ruse (fostul canal secund al televiziunii pan-sovietice). Pe 1 februarie același an, „TVR 1” înlocuiește canalul „Ostankino 1”, în vreme ce programului „Оstankino 1” îi este atribuit spațiul rezervat anterior fostului canal doi al televiziunii pan-sovietice. În martie 1993, începe la Chișinău transmiterea canalului francez „TV5 Europe”.
La 10 iunie 1994 în Chișinău a fost fondată întreprinderea moldo-română „Eurocablu” cu capital străin, primul operator de televiziune prin cablu din republică. De la sfârșitul anului 1995 la Chișinău există un sistem TV multicanal MMDS în bandă S (2,5-2,7 GHz) al întreprinderii moldo-americane „SUN TV”. În decembrie 1996, întreprinderea „Eurocablu” a fost achiziționată de firma „SUN TV”. La ora actuală Sun TV oferă pachete de programe de 21, 24, 42, 63 și 68 canale de televiziune, în cea mai mare parte a lor românești sau rusești.
Din mai 1995, la Chișinău se înființează studioul de televiziune „VTV”, care în septembrie același an începe retransmiterea programului „TV6 Moscova”. La 14 octombrie 1997 începe producția programelor proprii sub marca „NIT” („Noile Idei Televizate”).
În iunie 1998, la Chișinău, a fost lansat Radio Contact Chișinău, primul post de radio din România reluat în spațiul basarabean, având peste 50% de emisiuni proprii. Ulterior, acest post de radio a devenit KISS FM.
În 1999, trustul român MEDIAPRO înființează la Chișinău o stație locală a canalului său de televiziune, lider de piață în România, sub denumirea Pro TV Chișinău, care va transmite programul de la București, cu buletine de știri locale zilnice în limbile română și rusă.
În august 1999 din transmițătorul amplasat pe cea mai înaltă clădire din Botanica începe transmiterea canalului de limbă rusă „TV 26”. La sfârșitul anului 2001 în Chișinău, și alte trei orașe moldovenești începe retransmiterea canalului rusesc de muzică Muz TV în format local Muz-TV Moldova.
În prezent în Chișinău se recepționează terestru canalele de televiziune: „Moldova 1”, „Jurnal TV”, TV8, „Publika TV”, „TV-5 Europe”, „TVR 1”, „PRO TV”, „TV N4”, „MUZ TV”. Sunt prezente 2 multiplexuri digitale (DVB-T): TV8, Jurnal TV, PRO TV, NTV, Primul în Moldova, TV6.

## Arhitectură

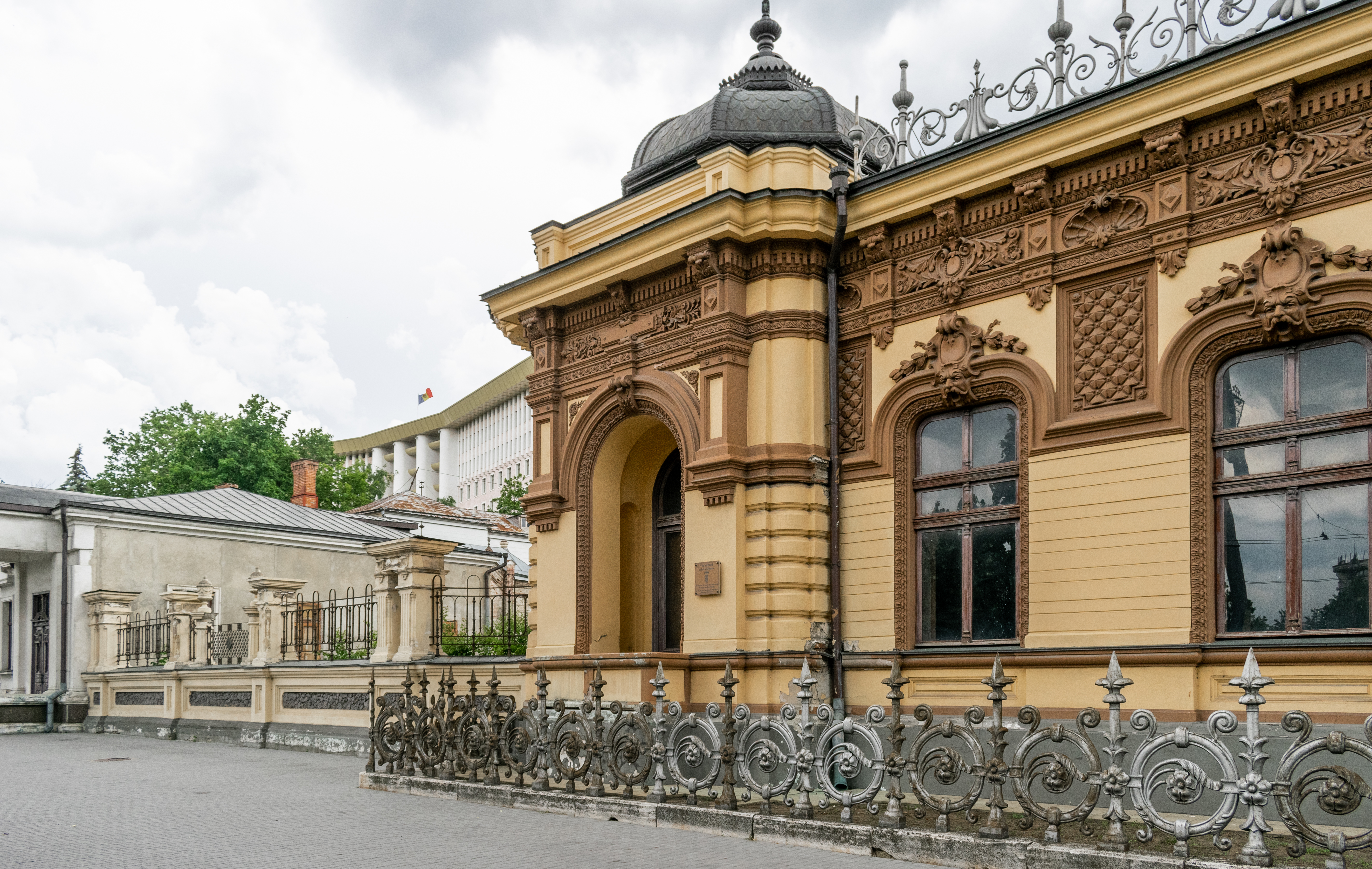
Chișinăul suprapune stilul arhitectural modernist cu cel clasic.

### Radio

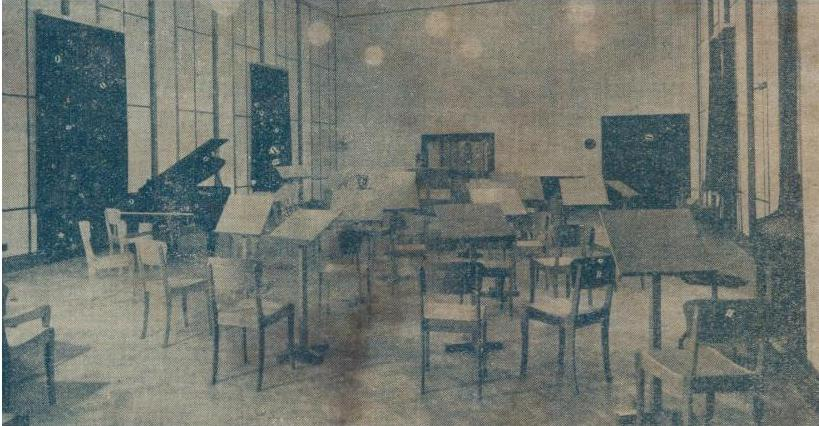
Radio Basarabia în 1940, înainte de ocupația sovietică

Primul post de radio din Chișinău, Radio Basarabia, a fost inaugurat oficial pe 8 octombrie 1939, prin transmiterea liturghiei de la Catedrala Mitropolitană din Chișinău.
După alte surse bazate pe publicațiile de presă ale vremii, primele semnale și emisiuni ale postului de radio "Basarabia" la Chișinău au răsunat în 1927, în scurt timp în municipiu apărând încă trei stații de radio, incluzând în limbile rusă și idiș, toate fiind reprimate însă după invazia sovietică din 1940.
În anii "90 ai sec. 20, la Chișinău au apărut mai multe posturi de radio retransmise de la Moscova, care au denaturat și continuă până astăzi să denatureze spațiul mediatic radio din acest municipiu. Recent, Consiliul Coordonator al Audiovizualului din R. Moldova a decis ca aceste posturi să transmită nu mai puțin de 30% de emisiuni de producție autohtonă.
În iunie 1998, la Chișinău, a fost lansat Radio Contact Chișinău, primul post de radio din România reluat în spațiul basarabean, având peste 50% de emisiuni proprii. Ulterior, acest post de radio a devenit KISS FM.

## Chișinăul în literatură
- Constantin Negruzzi, „O alergare de cai” (nuvelă)
- Nicolae Iorga, „Neamul românesc în Basarabia” (memorii, 1905)
- Dumitru C. Moruzi, „Pribegi în țară răpită” (roman, 1912)
- Ștefan Ciobanu, „Chișinăul” (monografie, 1925)
- Constantin Stere, „În preajma revoluției” (roman, 1932-1936)
- George Doru-Dumitrescu, „Orașul din amintire” (memorii, 1944)
- Dinu Guțu, "Perestroika Boys" (roman, 2021)

## Chișinăul ca marcă
Chișinăul a ajuns să fie utilizat și ca marcă de produse comerciale. Astfel, în Republica Moldova este foarte populară berea Chișinău, produsă de Efes Vitanta Moldova Brewery. Mai mult, unul dintre sortimentele de bomboane ale celebrei fabrici moldovenești Bucuria se numește Chișinăul de seară.

## Monumente în Chișinău
- Porțile Chișinăului

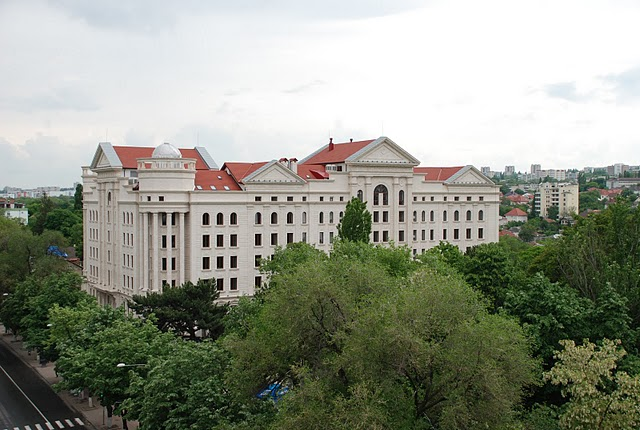
Vedere spre strada Alexei Mateevici

- Catedrala Nașterii Domnului (mitropolitană ortodoxă), construită în 1836
- Catedrala Catolică din Chișinău, sfințită în anul 1843[54]
- Muzeul Național de Arheologie și Etnografie din Chișinău
- Statuia "Lupa Capitolina". Donată în anul 1921 de către Statul italian, cu ocazia Unirii Basarabiei și Bucovinei cu Regatul Vechi. Statuia a fost distrusă în 1940 de trupele de ocupație sovietice, iar în 1991 înlocuită cu o copie dăruită de Statul român. Ea este instalată în curtea "Muzeului Național de Istorie a Moldovei".
- Statuia lui Grigore Kotovski din Chișinău
- Monumentul lui Ștefan cel Mare

## Personalități

### Născuți în Chișinău

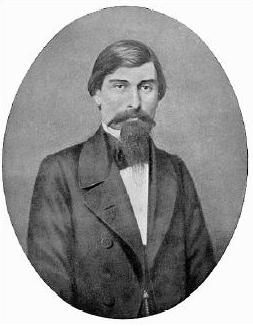
Alecu Russo

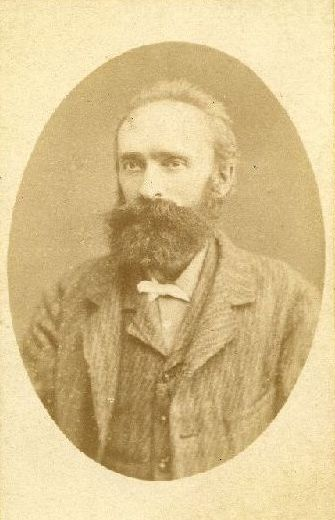
Bogdan Petriceicu Hasdeu

Lev Tolstoi

- Alecu Russo (1819–1859), scriitor, folclorist, cel care a descoperit balada Miorița
- George Karagheorghe (1827–1884), descendentul conducătorului Serbiei Karagheorghe Petrovici
- Alexei Șciusev (1873–1949), arhitect;
- Lev Pisarjevski (1874–1938), chimist și fizician-chimist;
- Nicolae Donici (1874–1960), astronom;
- Paul Gore (1875–1927), istoric și heraldist;
- Gavril Afanasiu (1879–1946), bariton;
- Vladimir Albițki (1891–1952), astronom;
- Piotr Galanza (1893-1982) - jurist și profesor universitar sovietic
- Alexandru Naum Frumkin (1895–1976), fizician, chimist, unul dintre fondatorii electrochimiei teoretice
- Lewis Milestone (1895–1980), regizor, laureat al Premiului Oscar
- Iona Iakir (1896-1937), comandant al Armatei Roșii, personalitate marcantă a Războiului Civil Rus;
- Dimitrie Mangeron (1906–1991), matematician și mecanic
- Victor Nadolschi (1911–1996), astronom;
- Miron Constantinescu (1917 – 1974), om politic;
- Tatiana Nicolescu (n. 1923), critic și istoric al literaturii, traducător
- Lia Manoliu (1932 – 1998), sportivă, campioană olimpică, președinte al Comitetului Olimpic Român
- Andrei Andrieș (1933 – 2012), fizician;
- Zwi Milshtein (1934–2020), pictor franco-israelian
- Dan Mândrilă (1938–1992), saxofonist, conducător de formație și compozitor
- Alexei Rudeanu (1939–2013), prozator
- Leonid Cijik (n. 1947), pianist de jazz;
- Ion Arachelu (n. 1948), actor;
- Sofia Clochișner (n. 1949), fizician;
- Andrei Sârbu (1950 - 2000), pictor;
- Raimonda Șeinfeld, (n. 1951), pianistă;
- Doina Aldea-Teodorovici (1958 – 1992), cântăreață;
- Avigdor Lieberman, (n. 1958), politician israelian;
- Corina Fusu (n. 1959), politiciană, jurnalistă;
- Dumitru Ciubașenco (n. 1963), jurnalist;
- Gloria Grati (n. 1972), ceramist;
- Cornel Ciurea (n. 1972), politician;
- Ana Revenco (n. 1977), politician, activistă;
- Ana Lesko (n. 1979), cântăreață;
- Dmitri Torner (n. 1980), funcționar sportiv;
- Dima Trofim (n. 1989), actor și cântăreț
- Doina Ciobanu (n. 1994), bloggeriță în domeniul modei;
- Cristina Bucșa (n. 1998), tenismenă;
- Cleopatra Stratan (n. 2002), cântăreață.

### Au locuit în Chișinău
- Karagheorghe Petrovici (1768–1817), erou sârb, conducătorul primei răscoale anti-otomane sârbești, fondatorul dinastiei Karagheorghevici
- Veniamin Costache (1768–1846), cărturar, Caimacam (locțiitor) Domnesc și Mitropolit al Țării Moldovei
- Alexandru Ipsilanti Eteristul (1792–1828), conducătorul Eteriei grecești
- Aleksandr Pușkin (1799–1837), scriitor rus
- Alexei Karagheorghevici (1801–1830), descendentul lui Karagheorghe Petrovici
- Alexandru Donici (1806–1865), fabulist
- Constantin Negruzzi (1809–1868), scriitor
- Alexandru Hâjdeu (1811–1872), scriitor
- Lev Tolstoi (1828–1910), scriitor rus
- Alexandru Bernardazzi (1831–1907), arhitect
- Bogdan Petriceicu Hasdeu (1838–1907), scriitor, filolog, istoric și enciclopedist
- Carol Schmidt (1846–1928), primar al Chișinăului
- Serghei Witte (1849–1915), președintele Consiliului de Miniștri (prim-ministru) al Imperiului țarist
- Ion C. Suruceanu (1851–1897), arheolog;
- Natalia Obrenovici (1859–1941), regina Serbiei
- Constantin Stere (1865–1936), scriitor, jurist și om politic
- Gala Galaction (1879–1961), scriitor și teolog, traducător al Bibliei în limba română
- Alexei Mateevici (1888–1917), poet și patriot
- Leonid Brejnev (1906–1982), Secretar General al PCUS
- Nathan Alterman (1910–1970), poet israelian
- Radion Cucereanu (1927–2018), autor de manuale, scriitor, membru al Uniunii Scriitorilor din Moldova, autor al trilogiei „Lacrimile românilor basarabeni”[55]
- Grigore Vieru (1935–2009), poet
- Ion Aldea-Teodorovici (1954–1992), cântăreț și compozitor

## Orașe înfrățite
| - Grenoble, Franța din ianuarie 1977 - Reggio nell'Emilia, Italia din 20 aprilie 1989 - Mannheim, Germania din 2 noiembrie 1989 - Sacramento, Statele Unite din 29 iunie 1990 - Odesa, Ucraina din 23 decembrie 1994 - București, România din 4 noiembrie 1999 - Kiev, Ucraina din 21 decembrie 1999 - Erevan, Armenia din 24 martie 2000 - Tel Aviv, Israel din 17 iulie 2000 | - Minsk, Belarus din 2000 - Ankara, Turcia din 12 februarie 2004 - Iași, România din 24 ianuarie 2008 - Piatra Neamț, România din 6 martie 2010 - Tbilisi, Georgia din 9 octombrie 2011 - Alba Iulia, România din 1 decembrie 2011 - Așdod, Israel din 1 ianuarie 2013 - Greensboro, Carolina de Nord, Statele Unite - Patras, Grecia - Suceava, România din 23 noiembrie 2021 |  |

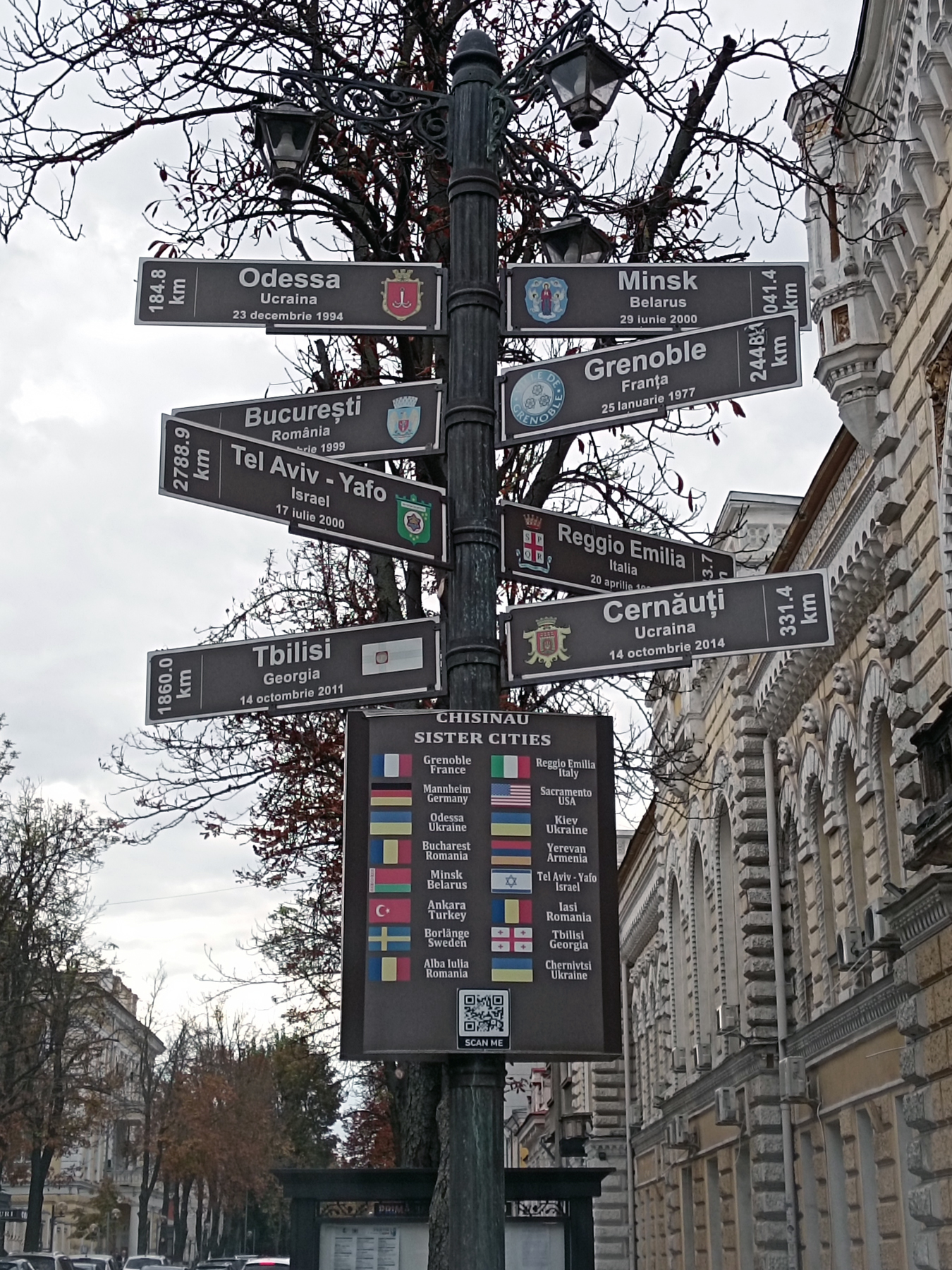
pilon informativ cu denumirile celor orașe înfrățite cu Chișinăul

## Galerie

Teatrul (începutul sec. al XX-lea)
Chișinău (începutul sec. al XX-lea)
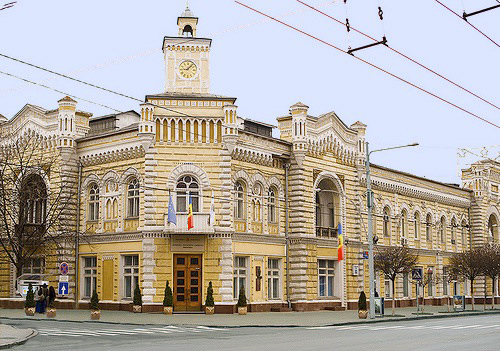
Primăria orașului Chișinău
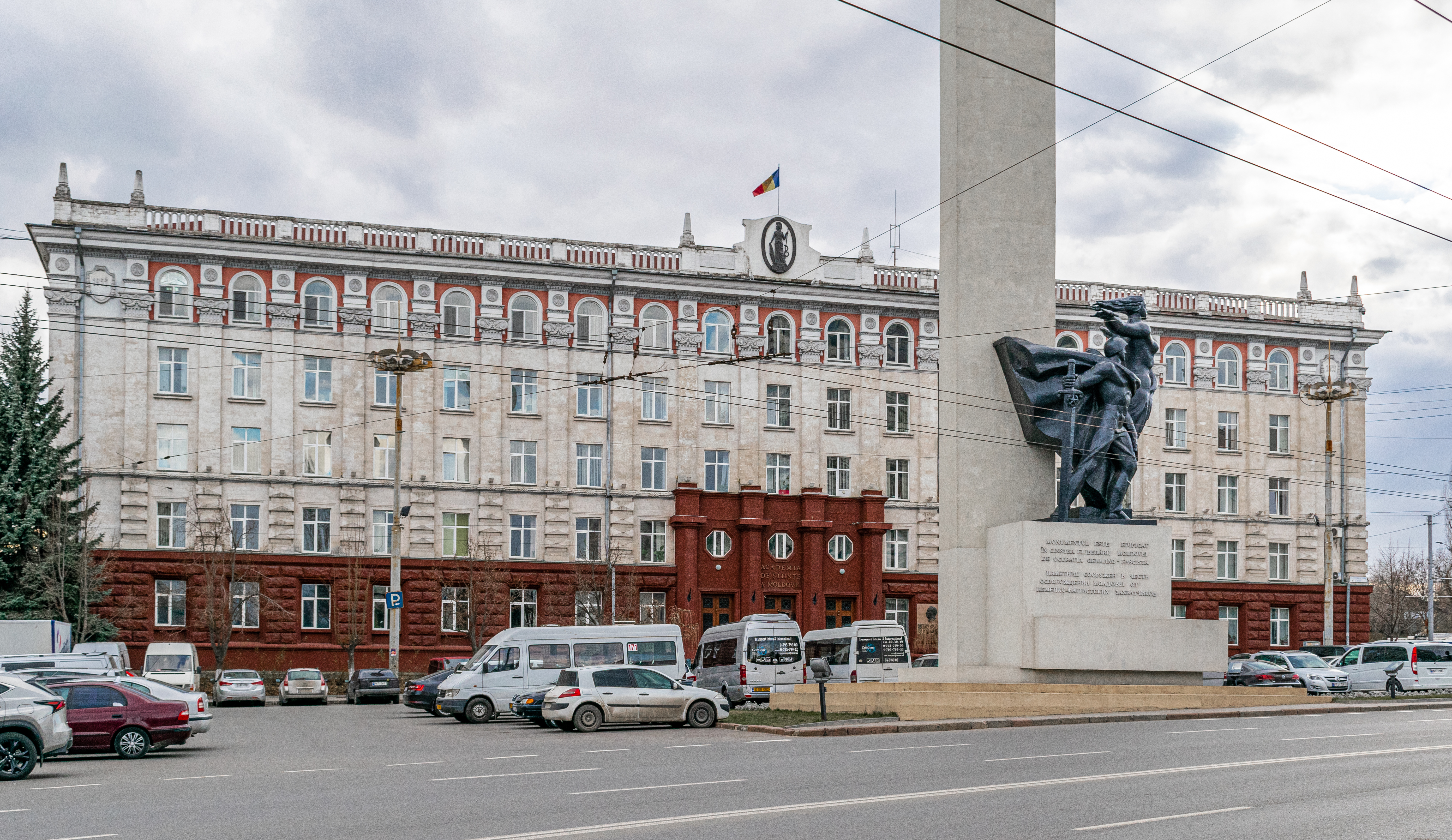
Sediul Academiei de Științe a Moldovei
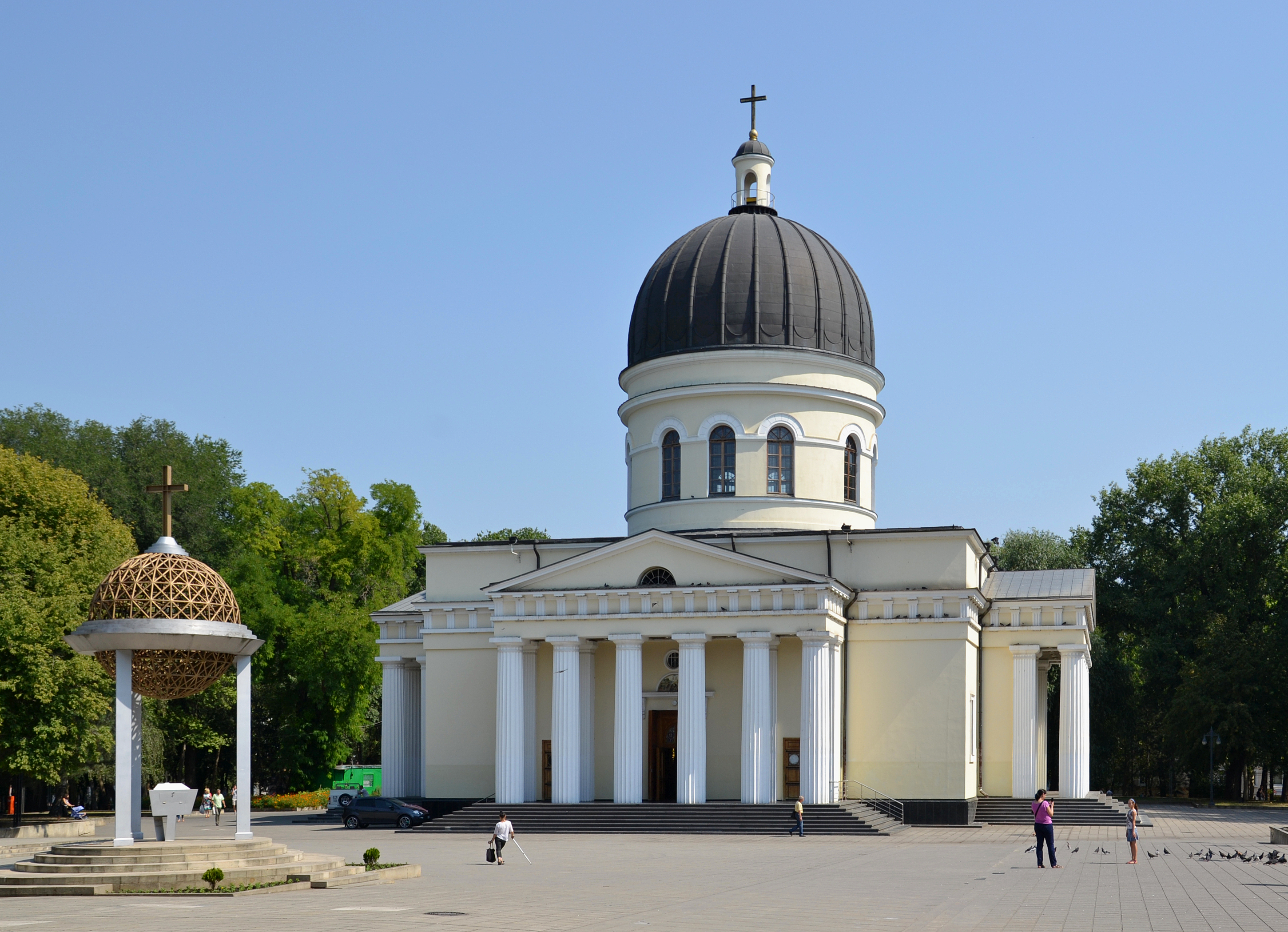
Catedrala Mitropolitană
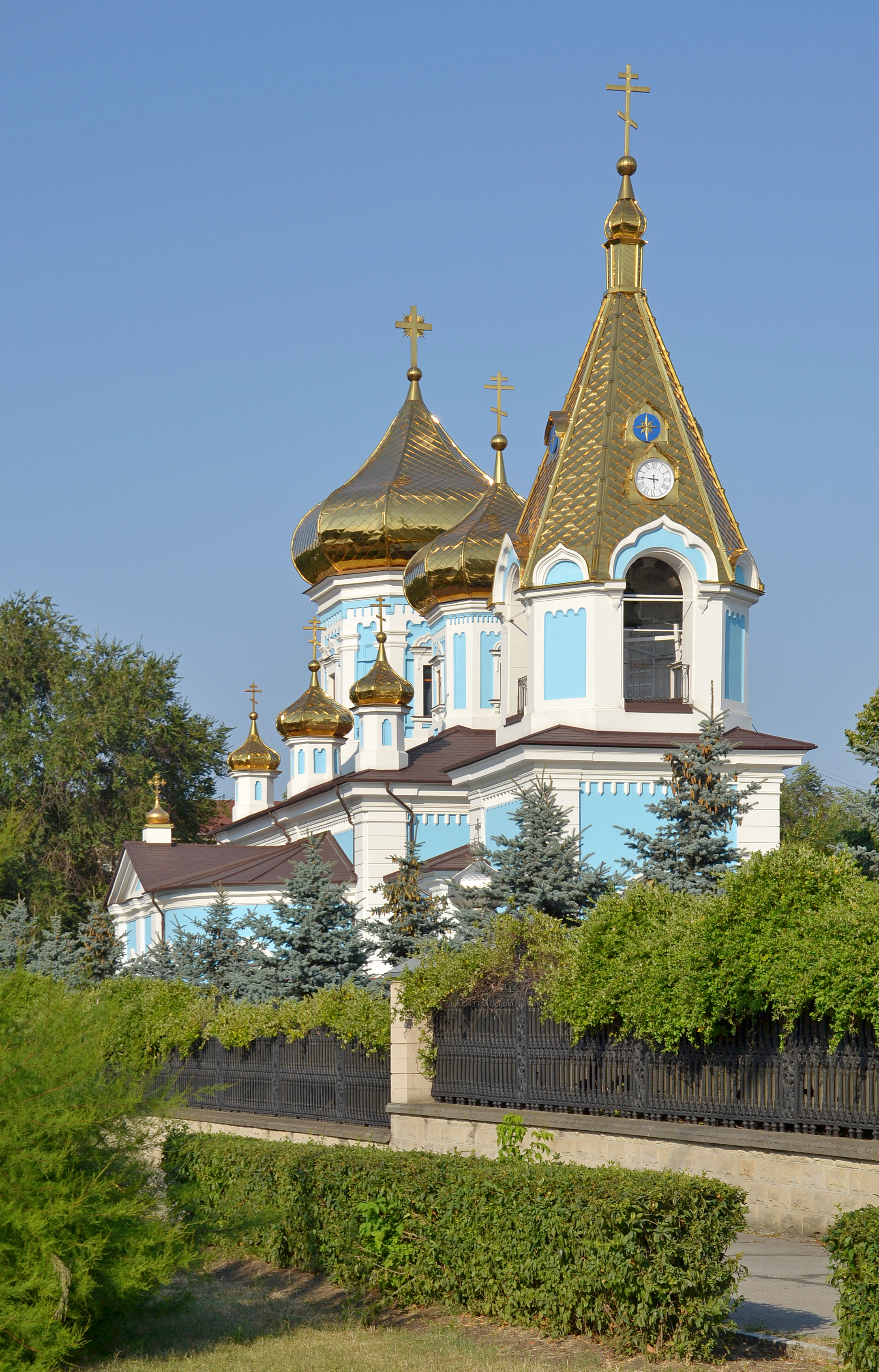
Mănăstirea Ciuflea
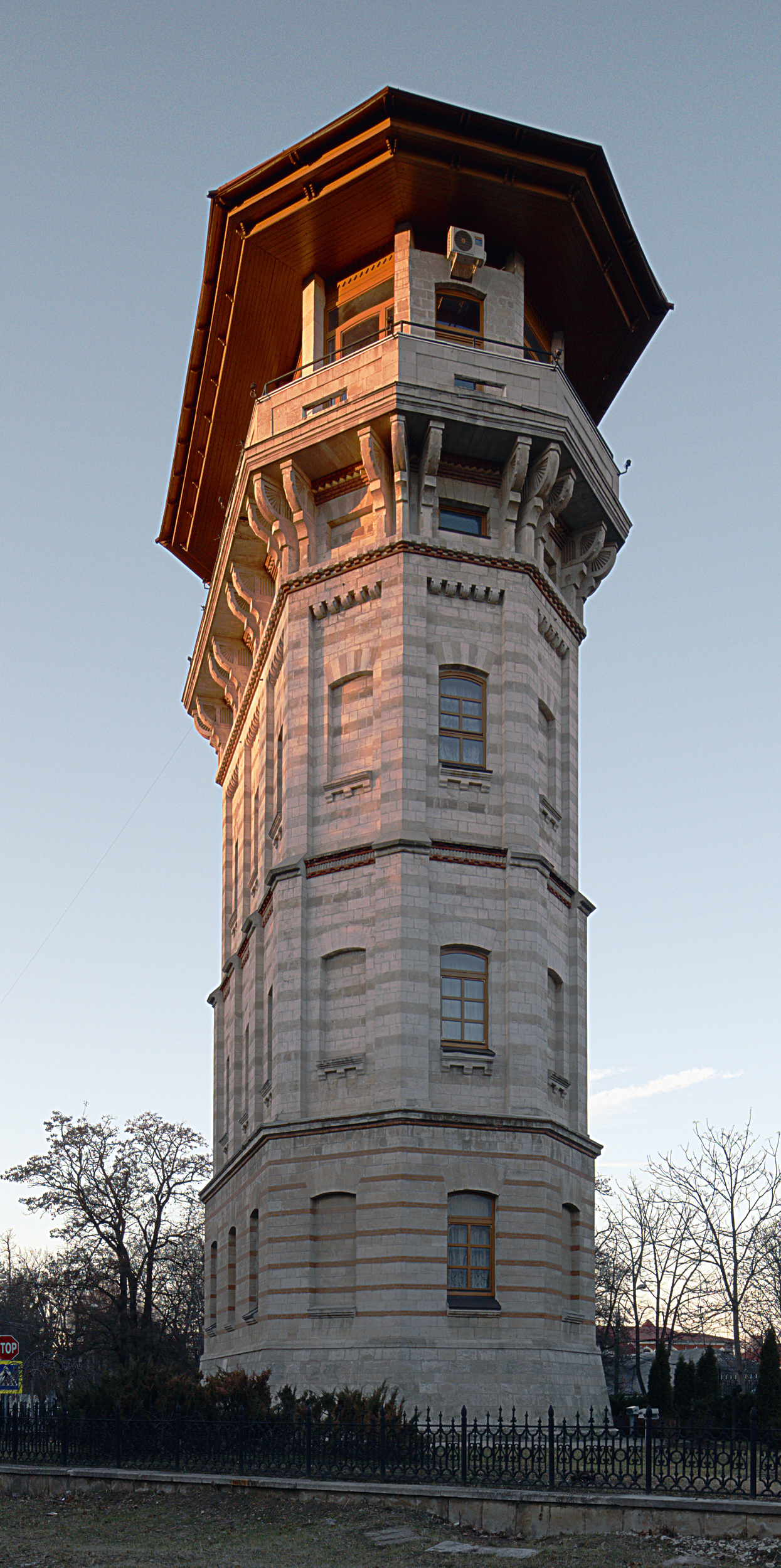
Castelul de apă
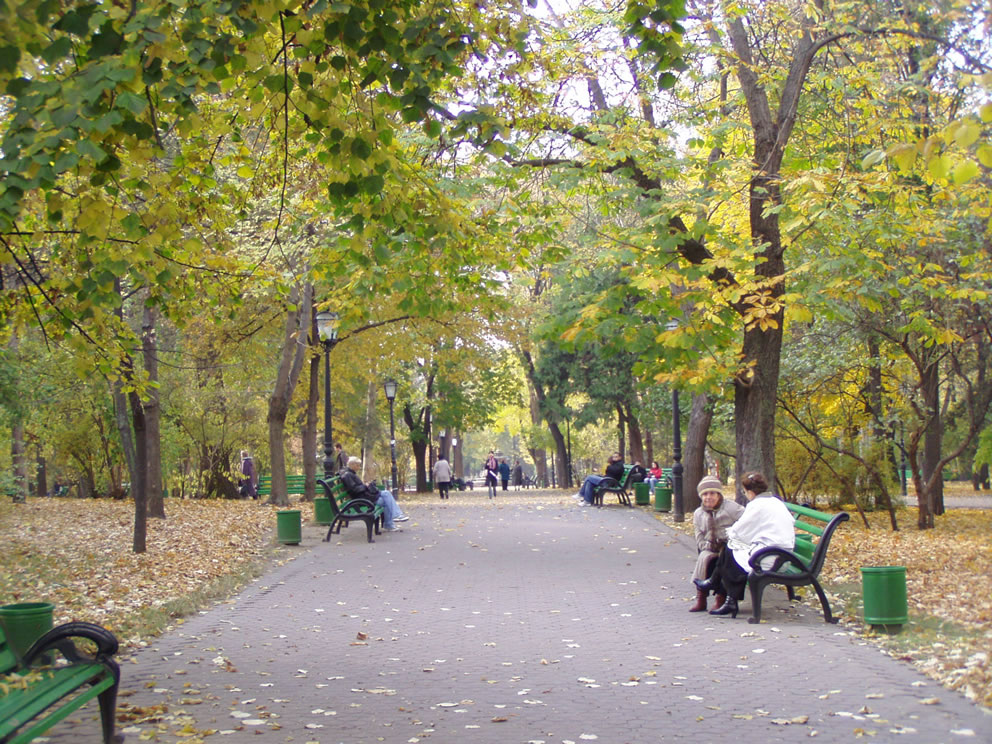
Parcul Central
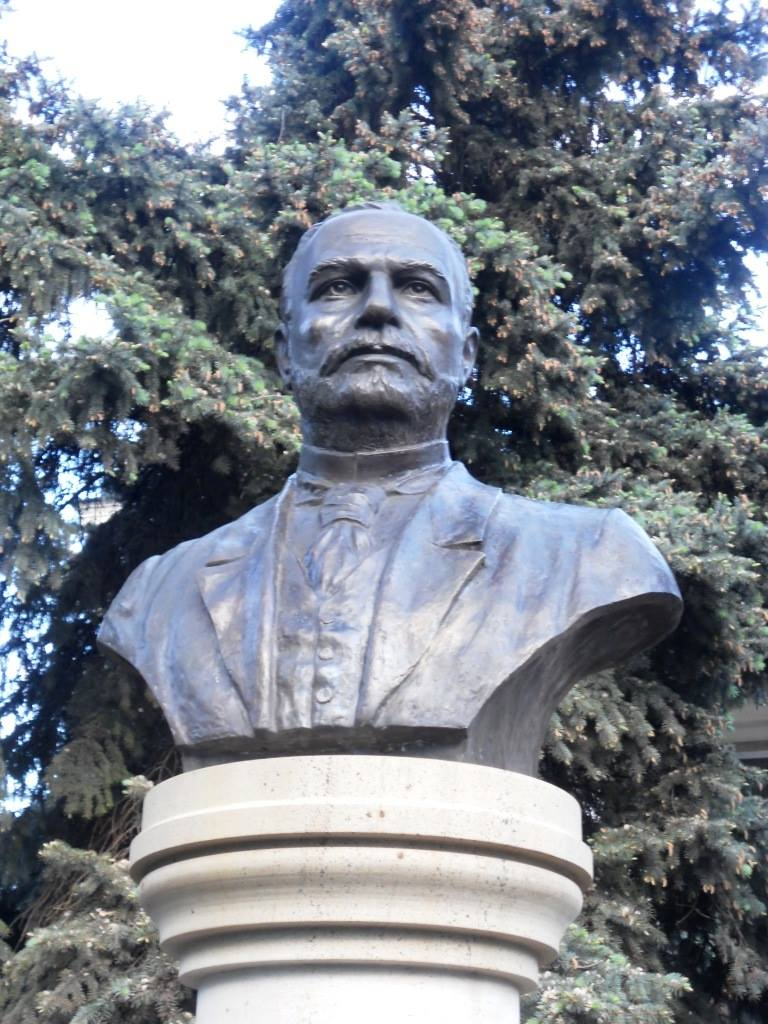
Bustul lui Carol Schmidt
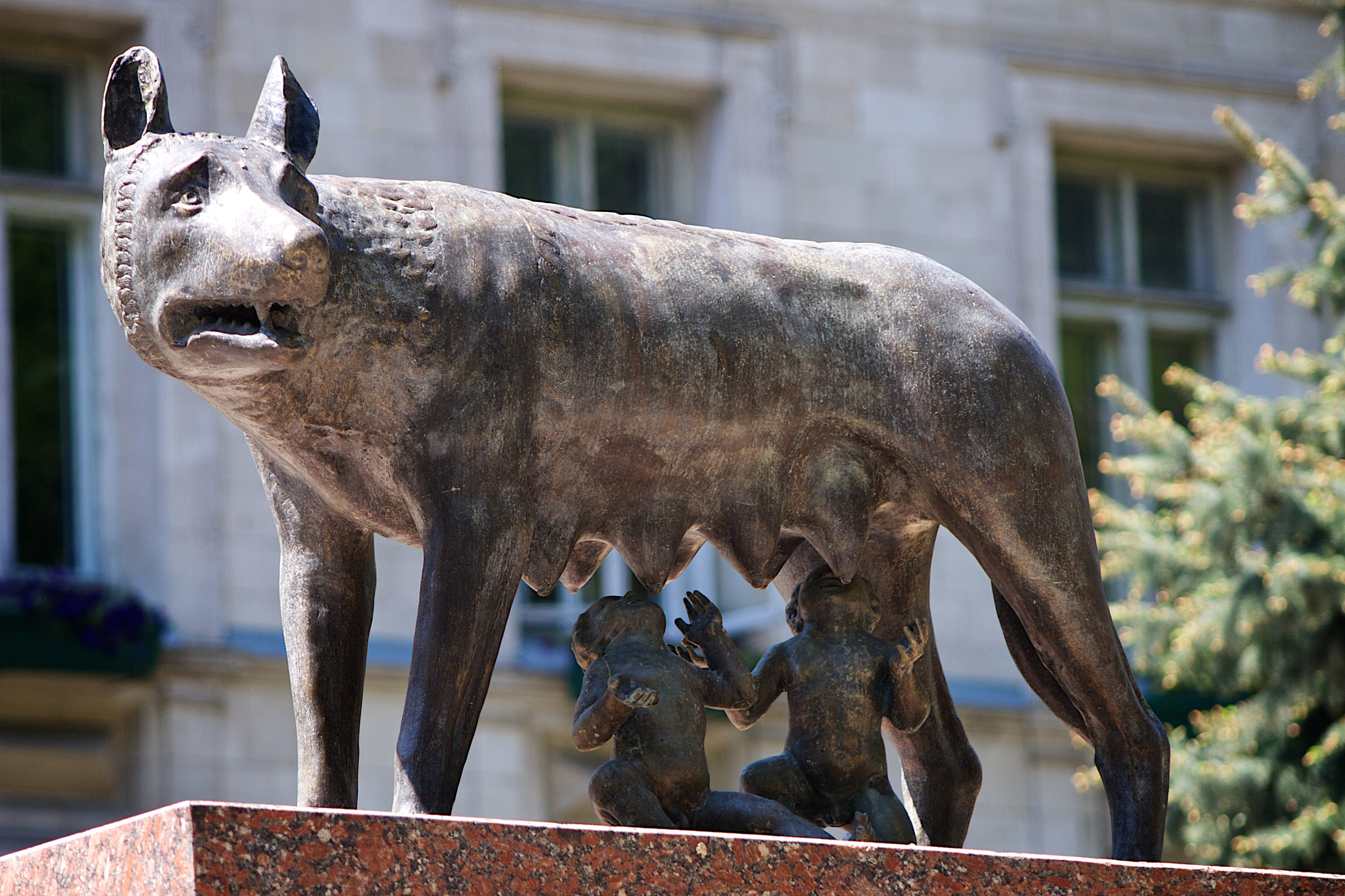
Statuia Lupoaicei din Chișinău
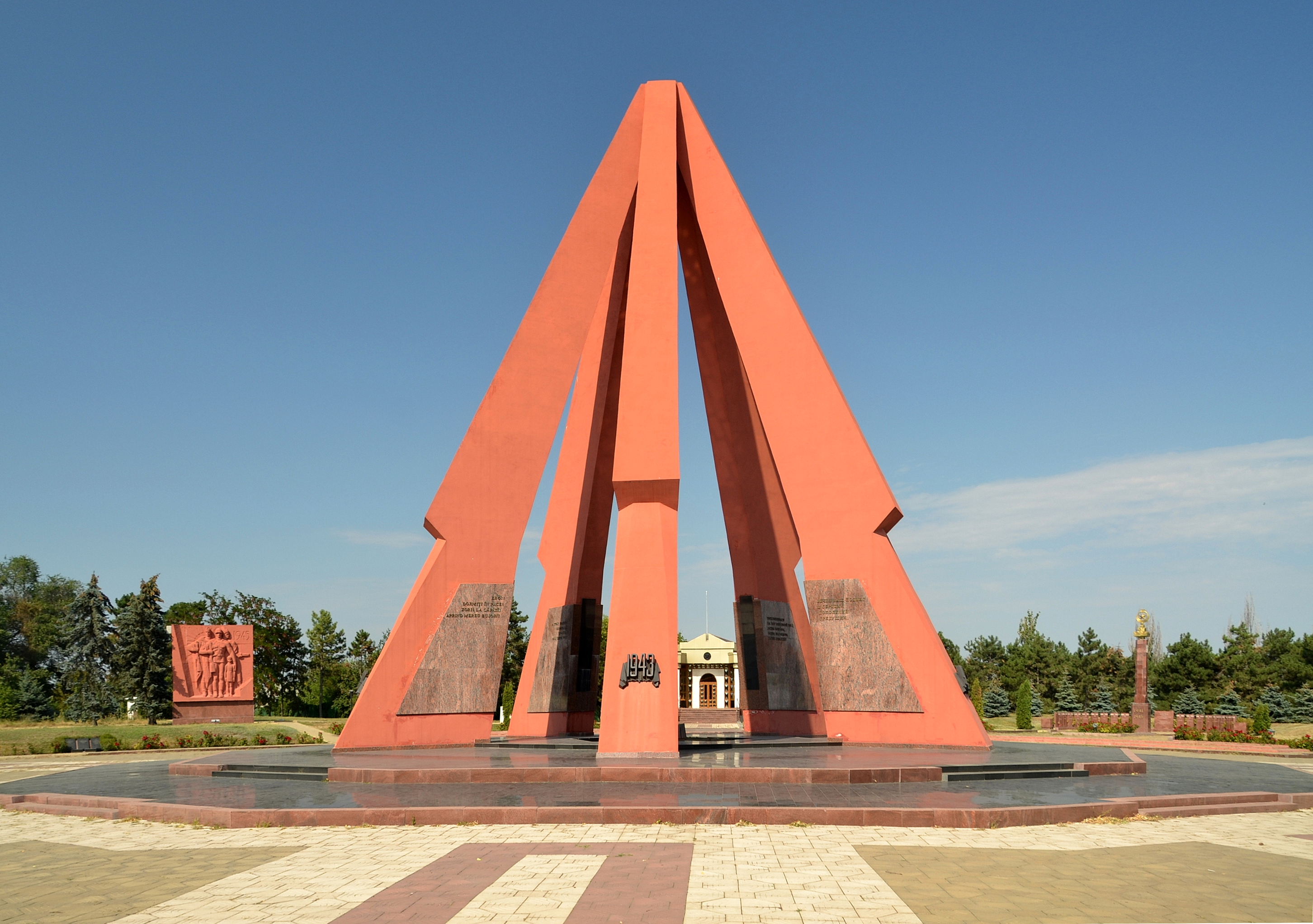
Complexul memorial „Eternitate”
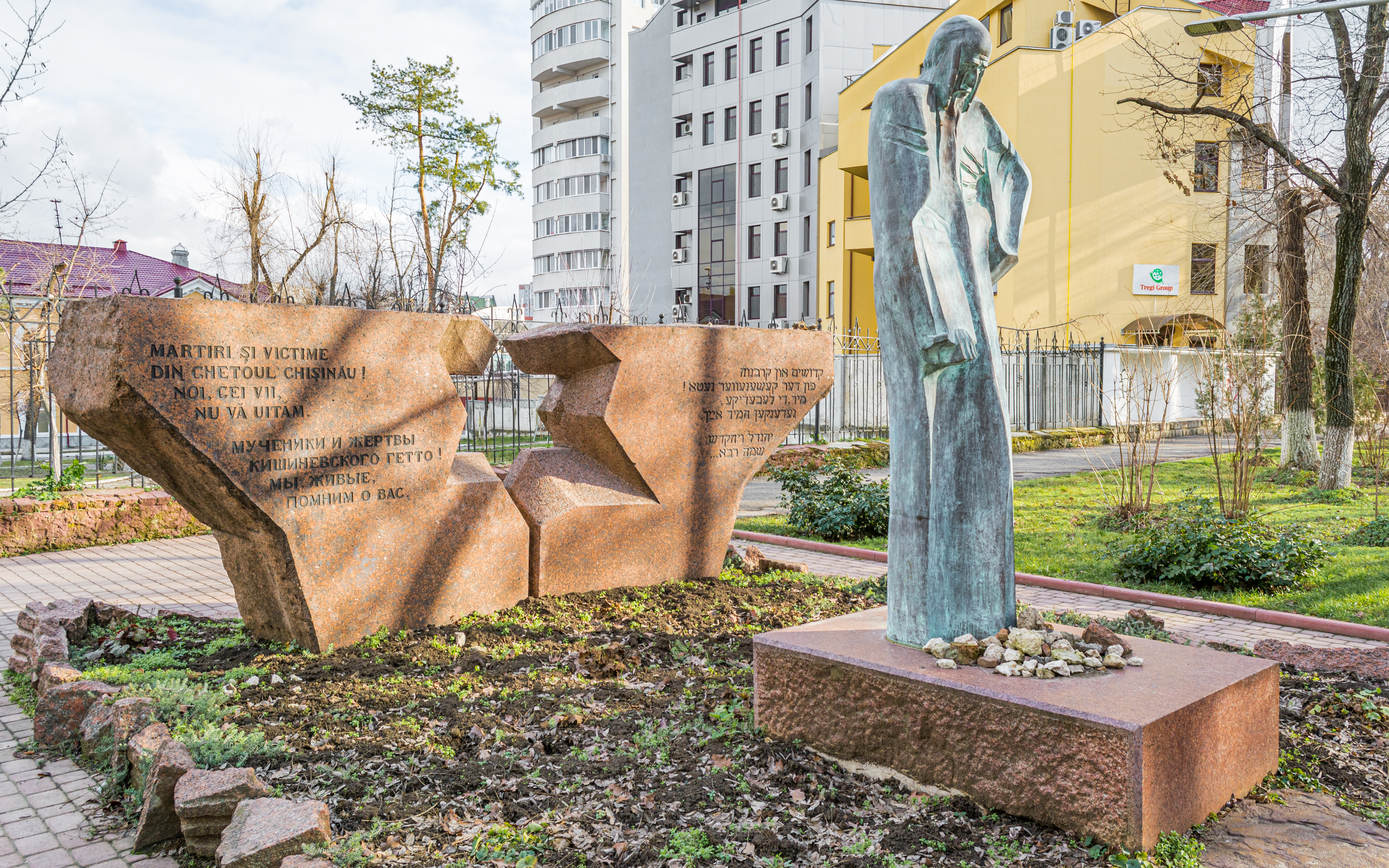
Memorialul Holocaustului Martiri și victime din ghetoul Chișinău! Noi, cei vii nu vă uităm.
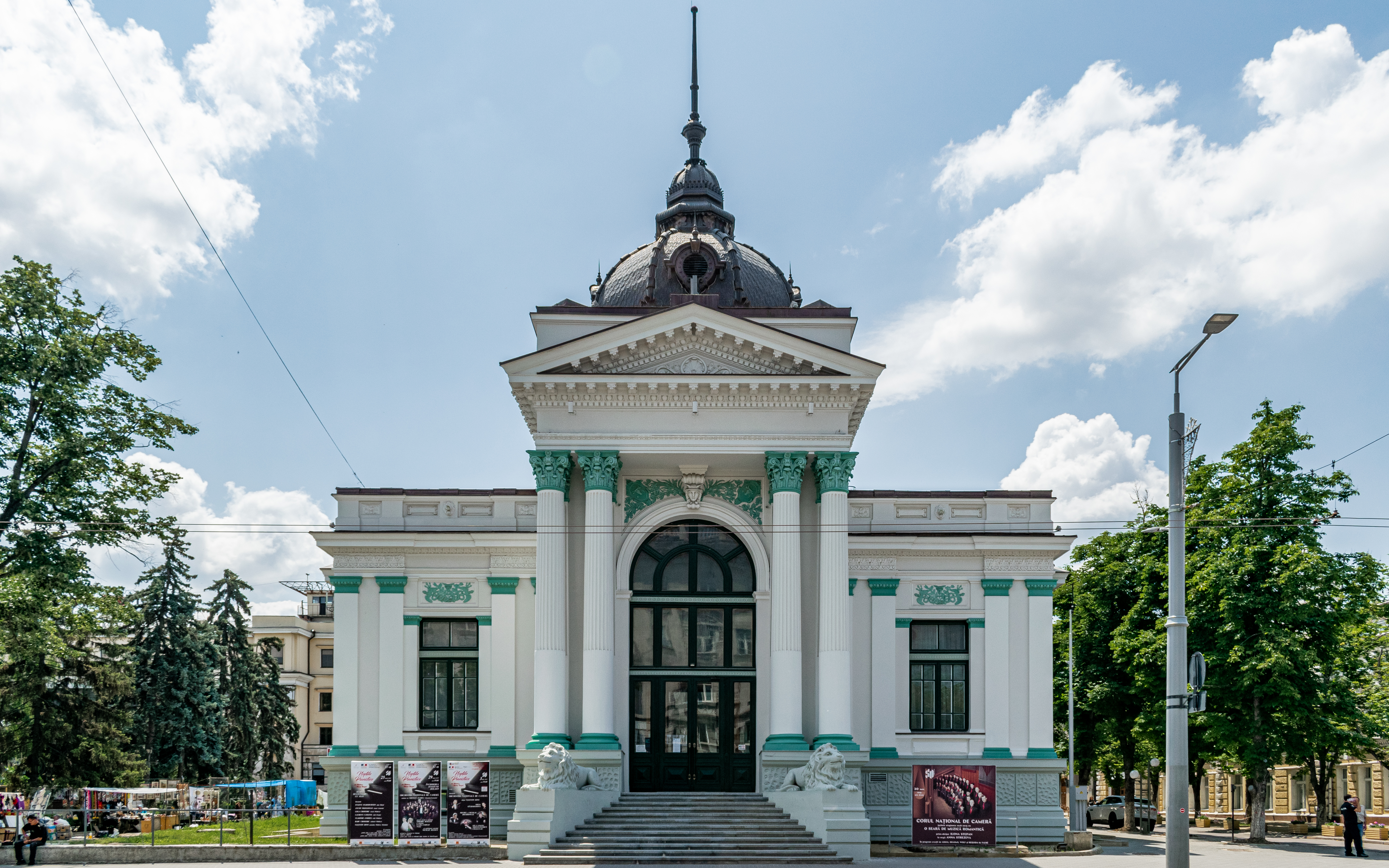
Sala cu orgă
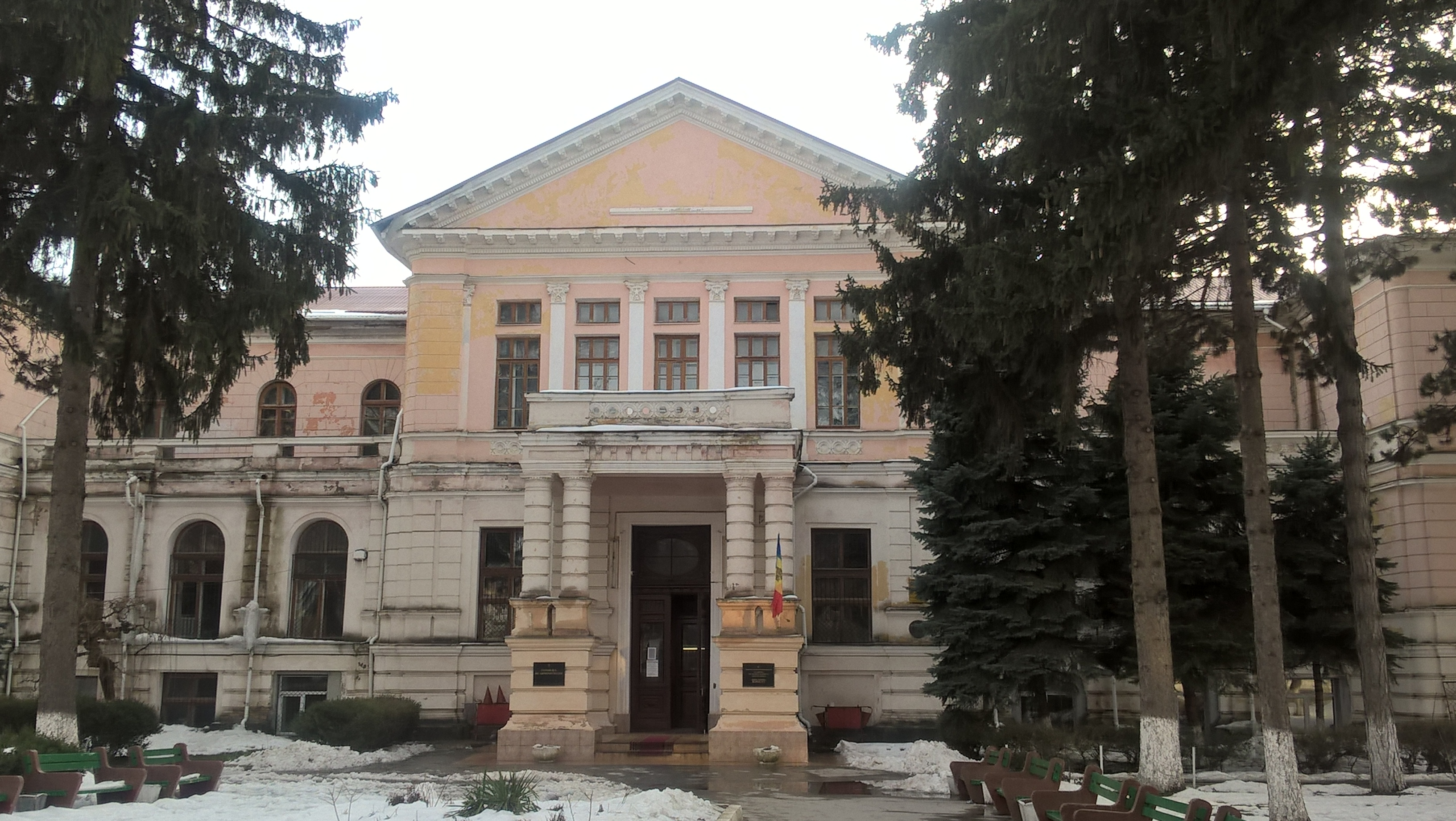
Sediul Sfatului Țării
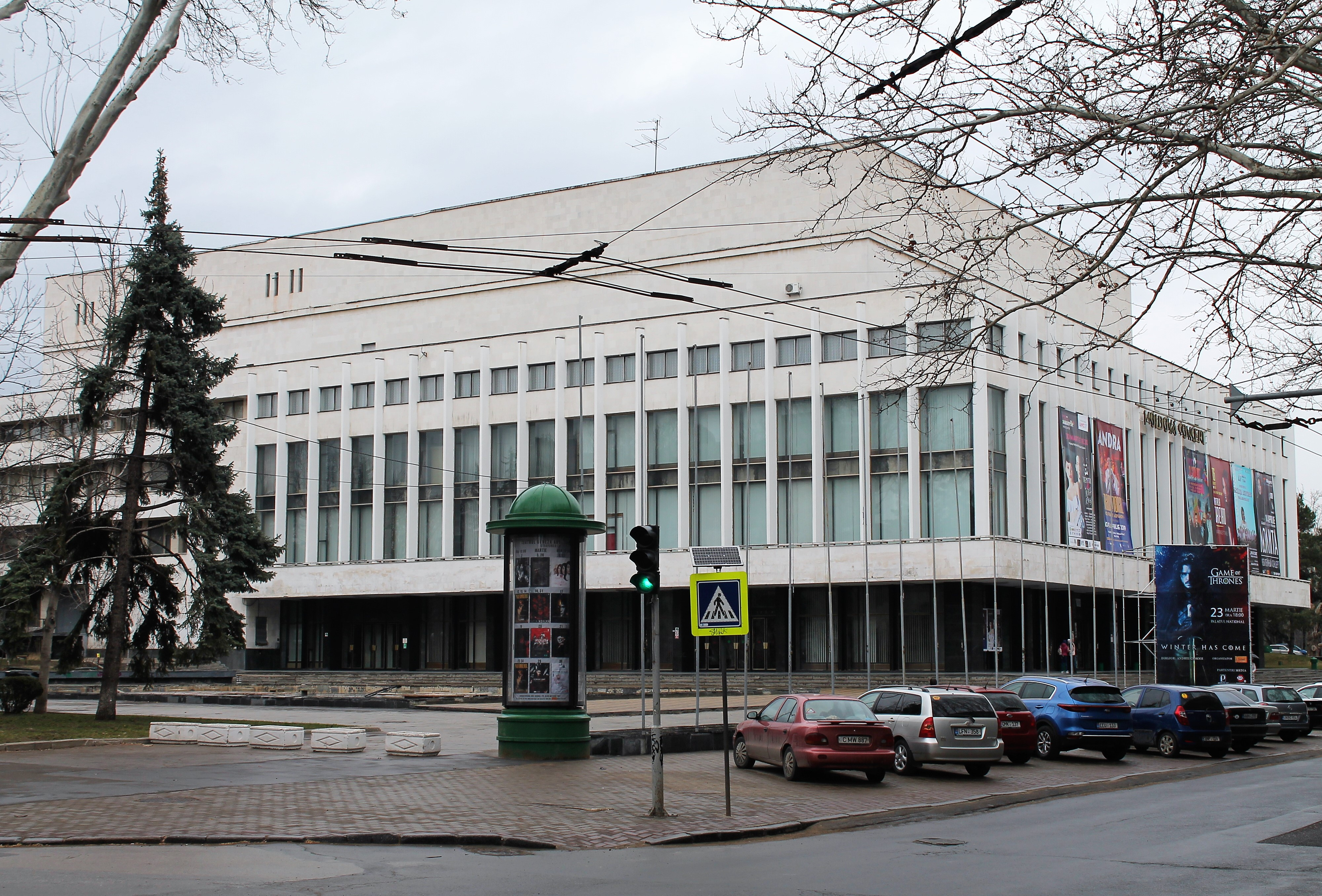
Palatul național
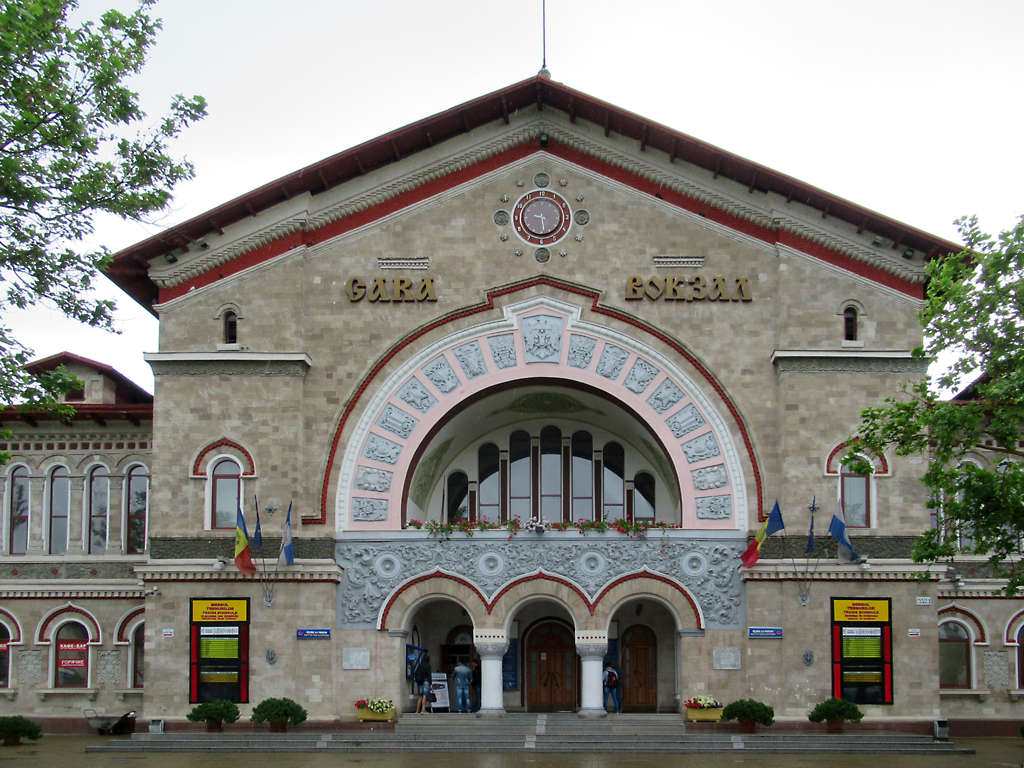
Gara feroviară
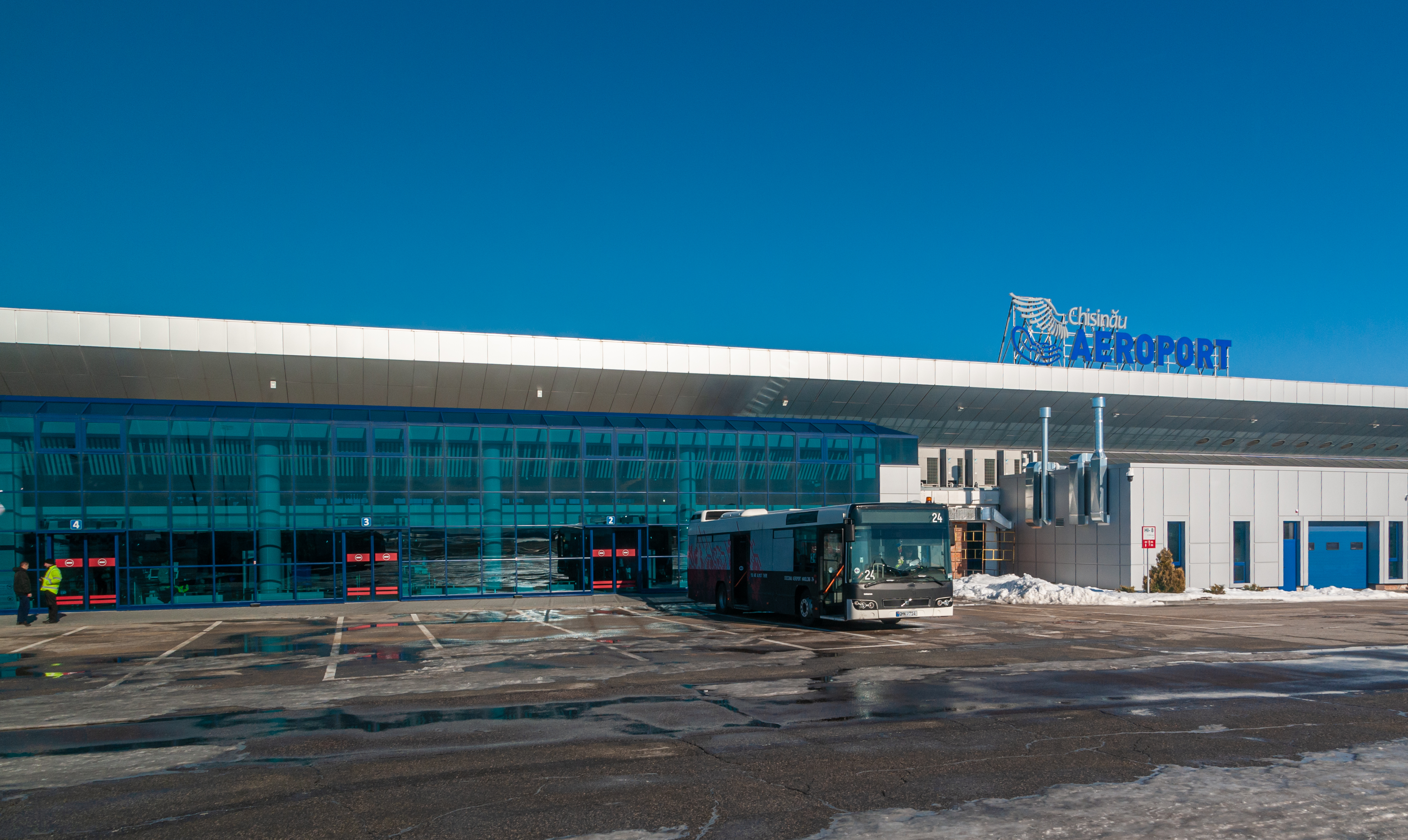
Aeroportul internațional
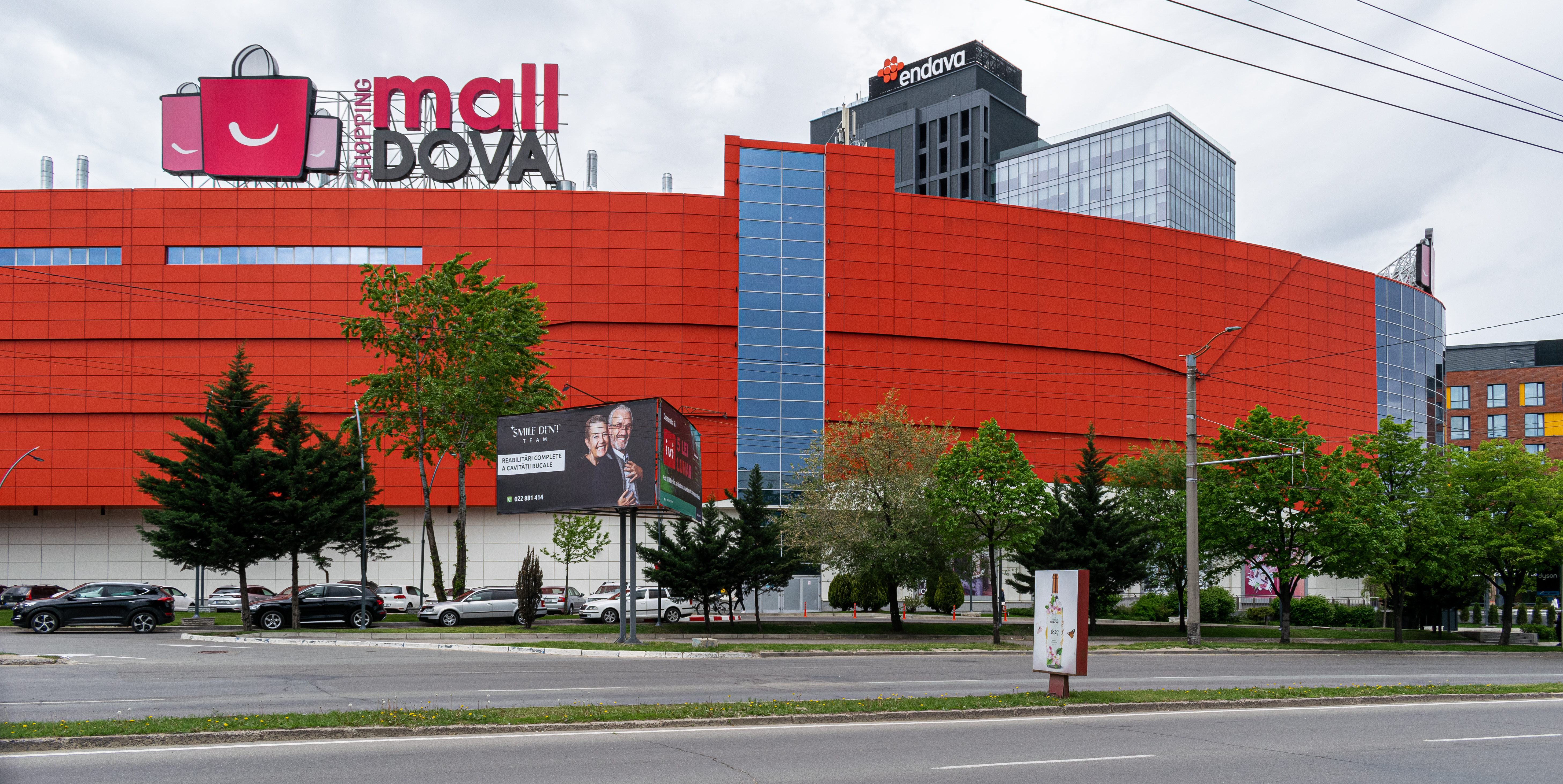
Shopping Malldova, unul din cele mai mari centre comerciale din Chișinău